# Mutualisme étudiant en France
 (octobre 2017).
 (février 2018).
Si vous disposez d'ouvrages ou d'articles de référence ou si vous connaissez des sites web de qualité traitant du thème abordé ici, merci de compléter l'article en donnant les références utiles à sa vérifiabilité et en les liant à la section « Notes et références ».
 (février 2018).
 (novembre 2022).
Il existait en France des mutuelles chargées par délégation de service public de la gestion du régime de sécurité sociale étudiant. Elles servaient d'intermédiaire entre une partie des étudiants et la caisse nationale d'assurance maladie. Ce système existait depuis 1948 et était régulièrement remis en cause pour la faible qualité du service rendu, son coût important, et les liens très étroits qu'il entretenait avec le syndicat majoritaire, l'UNEF. La suppression de ce régime a été actée par la loi relative à l'orientation et à la réussite des étudiants promulguée le 8 mars 2018. Les étudiants sont depuis lors rattachés au régime général.

## Création du régime étudiant

### Les origines du système
Au sortir de la Seconde Guerre mondiale, le Conseil national de la Résistance ambitionne de créer un unique régime de sécurité sociale, mais certaines catégories de population disposent déjà de régimes préexistants qui seront maintenus, le régime général est alors créé pour les salariés de l'industrie et du commerce. Les étudiants ne sont alors pas concernés par ces dispositifs.
Les étudiants sont alors peu nombreux puisqu'en en 1945 ils ne sont que 97 000.
Charles Lebert est chargé par le congrès de l'UNEF de 1947 à Strasbourg, de créer un projet de sécurité sociale étudiante. Celui-ci est prêt fin septembre 1947. « Les étudiants seraient assurés sociaux en tant que travailleurs, la sécurité sociale étudiante serait intégrée dans le régime général, ils bénéficieraient des prestations en nature maladie, longue maladie et maternité, la cotisation serait "symbolique" tant qu'il n'y aurait pas d'allocation d'étude ».
La création d'une mutuelle n'est pas alors envisagée, des sections universitaires du régime général en auraient eu la gestion. Elles auraient été composées majoritairement d'étudiants, par l'intermédiaire des AGE pour plus de la moitié des sièges. Pour la direction de l'UNEF de l'époque, l'étudiant doit être considéré comme travailleur et non comme « fils de… ». L'étudiant fait ainsi partie de la société et le régime de sécurité sociale étudiant doit donc s'inscrire dans le régime général.
Pour une minorité au sein de l'UNEF, composée essentiellement d'enfants de professions libérales (qui s'oppose à la montée du salariat dans la société), l'étudiant se définit par son futur métier (médecin, avocat…). Le régime étudiant devrait donc intégrer le régime des professions libérales, ceci afin d'éviter « « la subordination […] aux masses ouvrières » et pour refuser « la fonctionnarisation des étudiants, l’assujettissement aux pouvoirs publics » qui serait « le corbillard de nos libertés ».
Le contexte en France est alors à un débat virulent sur la sécurité sociale, certaines professions libérales craignent de faire faillite ou de perdre leur liberté. Ces positions se retrouvent dans l'UNEF.
L'UNEF se lance dans une stratégie de pression sur les parlementaires afin d'obtenir un vote permettant la création d'un régime étudiant. 3 000 affiches et 50 000 tracts sont tirés, les médias se mettent à parler du projet.
Le bureau national de l'UNEF court après les députés et les conseillers afin de les convaincre. En parallèle, la FNMF (Fédération Nationale de la Mutualité Française) et la MGEN (Mutuelle Générale de l'Éducation Nationale) apportent leurs soutiens.
Charles Lebert se fait engager comme sténographe à l'Assemblée afin d'être en contact direct avec les députés. Mme Devaux, député, lui proposa de créer une mutuelle sur le modèle de celles de la fonction publique qui gèrent aussi le régime de sécurité sociale. La loi sera adoptée le 23 septembre 1948 et confiera la gestion du nouveau régime de sécurité sociale à une mutuelle qui reste encore à créer. L'UNEF va alors créer la MNEF (suite de l'histoire dans l'article MNEF).
En 1948, lors de la création du régime de sécurité sociale des étudiants, sa gestion est déléguée à trois organismes : la Mutuelle générale des étudiants lorrains (MGEL) créée par l'AGE Nancy de l'UNEF qui a compétence en Lorraine, la MEM sur Marseille créée aussi par l'AGE locale de l'UNEF, et la MNEF créée par le national de l'UNEF et dont la compétence va s'étendre sur tout le reste du territoire. Chacune des trois mutuelles est alors strictement cantonnée dans son territoire. La MEM va cependant rapidement devenir une section MNEF.
Depuis sa création par la loi du 28 septembre 1948, le financement de ce régime délégué est principalement financé par les autres régimes de l'assurance maladie. La contribution des étudiants au financement de ce régime initialement symbolique a progressé depuis.
Depuis les années 1980, les mutuelles étudiantes proposent à leurs affiliés de souscrire des garanties complémentaires.

### Création des SMER
En 1970[réf. nécessaire], le Gouvernement Jacques Chaban-Delmas présidé par Georges Pompidou souhaite fragiliser la MNEF contrôlé par des adversaires politiques du gouvernement et décide de permettre la création d'une seconde structure concurrente de la MNEF pour la gestion du régime de sécurité sociale étudiante, le choix de l'une ou l'autre structure étant laissé à l'étudiant.
Le 9 août 1972, Edgar Faure, Ministre d’État, chargé des Affaires sociales dans le Gouvernement Pierre Messmer (1) présidé par Georges Pompidou approuve les statuts de sept structures régionales et de la société nationale des étudiants mutualistes des étudiants de médecine de France. La MNEF conteste devant le Conseil d’État les habilitations données aux mutuelles régionales mais, en 1975, celui-ci ne voit pas d'obstacle juridique au principe du pluralisme de la gestion du régime étudiant.
La MNEF critique alors ces créations car cela « remet en cause le principe de solidarité […] s'accumule un clivage entre les étudiants les plus fortunés et les autres ». En effet, alors que la cotisation est unique à la MNEF pour tous les risques, les mutuelles "concurrentes" offrent des prestations différentes selon la cotisation choisie. De manière prémonitoire, deux autres critiques sont formulées : « l'introduction de la concurrence ouvre la porte à la surenchère entre organismes d'assurances désireux de conquérir la "clientèle étudiante » et ce phénomène de concurrence « risque d'entraîner une désaffection à l'égard de la mutualité ».
À la différence de la MNEF qui est de dimension nationale, se créent progressivement diverses structures de dimension régionale, souvent en lien avec des associations corporatives étudiantes. Ces structures choisissent alors de s'organiser en réseau.

## Fonctionnement du régime étudiant
Le régime étudiant de sécurité sociale est obligatoire pour tous les étudiants scolarisés dans un établissement d'enseignement supérieur, ayant entre 16 et 28 ans, et ne bénéficiant pas d'un régime spécial par un membre de leur famille.

### Âge
Le RESS s'applique aux étudiants de 16 à 28 ans. Cependant, les étudiants de plus de 28 ans peuvent être affiliés au RESS sous conditions. Cette disposition vise essentiellement les doctorants.
L'âge est comptabilisé au cours de l'année universitaire : celle-ci se déroule du 1er septembre au 30 août de l'année suivante. [réf. souhaitée] Ainsi, c'est l'âge atteint par l'étudiant durant cette période qui sert de référence.

### Statut d'étudiant
Le RESS s'applique aux étudiants de l'enseignement supérieur, c’est-à-dire d'une université, une grande école, une classe préparatoire (CPGE) ou une section technique supérieure (STS).

### Régimes spéciaux
Même s'ils ont le statut étudiant, certains jeunes ne sont pas obligatoirement soumis au RESS car ils peuvent rester sous le régime de leurs parents. C'est le cas par exemple des enfants de salariés de la SNCF, d’EDF, des professions libérales non médicales, des clercs de notaire… Ces régimes spéciaux conservent l'étudiant jusqu'à un certain âge (entre 20 et 28 ans) jusqu'auquel il n'est pas obligé de s'affilier au RESS.
Cependant, pour la majorité des étudiants, dont les parents ne sont pas affiliés au régime général de sécurité sociale des travailleurs ou au régime social agricole, l'affiliation au RESS est obligatoire et prime sur une éventuelle affiliation possible au régime des parents. [réf. souhaitée]
Les enfants de personnes sans emploi doivent s'affilier au RESS.
Le RESS a priorité sur tous les autres régimes de sécurité sociale, y compris pour les titulaires de l'AAH (qui continuent cependant à percevoir leur allocation).

### Cas spéciaux
Certains étudiants n'ont pas à s'affilier au RESS :
- Les étudiants qui sont salariés pendant toute l'année universitaire et qui effectuent un nombre d'heures minimum. C'est leur sécurité sociale de salariés qui les couvre.
- Les étudiants mariés ou en concubinage dont la sécurité sociale est prise en charge par leur conjoint ou concubin.

### Cotisation
Le montant de la cotisation obligatoire au régime de sécurité sociale étudiant est fixé chaque année par le ministère compétent. Elle est identique quel que soit le centre de gestion choisi par l'étudiant. Elle était payée à l'établissement d'enseignement supérieur qui la reverse à l'URSSAF.
Les étudiants de moins de 20 ans au cours de l'année universitaire et les étudiants boursiers ne paient pas de cotisation. Les étudiants inscrits dans plusieurs établissements d'enseignement supérieur ne paient leur cotisation que dans un établissement.
Les étudiants relevant de ce régime doivent s’acquitter au moment de leur inscription d'une cotisation forfaitaire auprès de l'assurance maladie. Le montant en est fixé chaque année par arrêté, en vertu de l'article L. 381-8 du code de la sécurité sociale.
D'un montant très symbolique dans les premières années, elle a augmenté au fil des années. Pour l'année universitaire 1978-1979, il est, par exemple, de 78 francs.
À partir de l'année 2018 - 2019, les nouveaux étudiants ne sont plus soumis à la sécurité étudiante et peuvent être couverts par la sécurité sociale de leurs parents.
| Année | 2000-2001 | 2001-2002 | 2002-2003 | 2003-2004 | 2004-2005 | 2005-2006 | 2006-2007 | 2007-2008 | 2008-2009 | 2009-2010 | 2010-2011 |
| ----- | --------- | --------- | --------- | --------- | --------- | --------- | --------- | --------- | --------- | --------- | --------- |
| Coût  | 1100 F    | 171 €     | 174 €     | 177 €     | 180 €     | 186 €     | 189 €     | 192 €     | 195 €     | 198 €     | 200 €     |

| 2011-2012 | 2012-2013 | 2013-2014 | 2014-2015 | 2015-2016 | 2016-2017 | 2017-2018 |
| --------- | --------- | --------- | --------- | --------- | --------- | --------- |
| 203 €     | 207 €     | 211 €     | 213 €     | 215 €     | 215 €     | 217 €     |

## Évolution du régime étudiant et difficultés

### Rapportno1778fait au nom de la commission d’enquête sur le régime étudiant de sécurité sociale
La commission d’enquête de l'assemblée nationale est créée à la suite de la résolution de l'assemblée nationale du 4 mars 1999. Elle est à l'époque présidée par le député Alain Tourret et son rapporteur est le député Philippe Nauche. Maxime Gremetz en est le vice-président et Jacques Heuclin en est secrétaire,.
La commission réalise dans son rapport un historique du système et déjà à l'époque, la question du montant des remises de gestion y a une grande importance. On y rappelle qu'en 1995, la remise de gestion, qui est différente selon les mutuelles étudiantes, est unifiée, ce qui se traduit par une hausse pour les SMER et une baisse pour la MNEF (de 5 millions de francs). Des calculs jugeant les remises de gestion était « notoirement surévaluées dans leur ensemble » entraine de vives réactions des mutuelles étudiantes et il n'y a donc pas de conséquences qui puissent leur être préjudiciables. L'IGAS et l’IGF observent pourtant que ces remises de gestion sont utilisées à d'autres fins que la gestion du régime de sécurité sociale. On y parle aussi de « confusion des genres » entre leurs deux activités (régime obligatoire et vente de complémentaire santé).
Lors des auditions, Jean-Marie Le Guen, député et ancien directeur-adjoint à la MNEF indique que « les mutuelles étudiantes ne sont pas des caisses primaires d’assurance maladie : elles ont une délégation de service public, elles gèrent la sécurité sociale, mais ce sont des structures de droit privé qui agissent dans une logique et selon des pratiques qui ne sont pas celles d’une caisse primaire d’assurance maladie ». Il est aussi remarqué que les dépenses de communication des mutuelles étudiantes sont très élevées et que « la logique commerciale à laquelle répond aussi cette utilisation apparaît elle-même parfois très éloignée des missions des mutuelles ». « À l’heure actuelle, le régime se fait concurrence à lui-même au prix, selon M. Luc Machard, conseiller à la Cour des comptes, d’une progression de 60 % sur trois ou quatre ans de certaines charges financées par les remises de gestion. Dans ces conditions, comment ne pas s’interroger sur l’usage de ces remises de gestion si elles doivent en grande partie être utilisées à financer la concurrence que se livrent entre elles les mutuelles ». « Jean-Marie Le Guen a souligné que les mutuelles proposaient en matière d’assurance complémentaire des tarifs et des niveaux de remboursement assez proches de la logique assurancielle, qui ne font plus apparaître la spécificité et l’intérêt de l’engagement mutualiste ».
Denis Kessler, président de la Fédération française des sociétés d'assurances (FFSA), remarque que l'imbrication des deux activités constitue une « distorsion de concurrence ainsi qu’une source de confusion : "d’où viennent les fonds qui financent les opérations marchandes, dans quel cadre, sous quel contrôle ?". Sous l’effet combiné du versement de remises de gestion d’un montant supérieur aux coûts de gestion, de la mise en concurrence des mutuelles étudiantes gérant le régime obligatoire et de la dualité de leurs activités, la confusion des genres ne fait que s’aggraver, entraînant les mutuelles étudiantes à dépenser plus que de raison pour s’attirer des affiliés générateurs de recettes ».
Le rapport remarque l'absence de fonctionnement démocratique au sein des mutuelles étudiante, la cooptation y est la norme.
Le rapport s'attarde sur la mise en œuvre à venir de la CMU. Pour les rédacteurs, l'étudiant dont les ressources le justifient pourra bénéficier de la CMU. Ce que confirme Martine Aubry, ministre de l’Emploi et de la solidarité devant la commission des Affaires culturelles, familiales et sociales de l’Assemblée nationale au cours de sa séance du 10 mars 1999 et répétée devant la commission d’enquête le 7 avril 1999 : « La couverture maladie universelle ne bouleverse en rien la spécificité du régime étudiant, qui demeurera ce qu’il est pour le régime de base. Il en va de même pour le régime complémentaire : les étudiants, comme l’ensemble des Français, resteront adhérents à leur régime complémentaire. Et lorsque leurs ressources se situeront en dessous du plafond, qu’ils seront indépendants fiscalement et n’habiteront pas avec leur famille, ils pourront bénéficier de la CMU comme tout autre Français remplissant les mêmes conditions ».

### Affaire de la MNEF et affaires similaires au sein des SMER
L'affaire de la MNEF en 2000 jette un lourd discrédit sur la mutualité étudiante, la MNEF servant de caisse noire pour des militants étudiants de l'UNEF ainsi qu'à l'enrichissement personnel de certains dirigeants.
Tout comme la MNEF, l'histoire de certaines SMER est marquée par des « affaires » pour lesquelles la justice procède à des gardes à vue ou des incarcérations. Ce fut le cas de la MEP, puis plus récemment de la SMESO (devenue VITTAVI) dont le directeur de 1991 à 2000 aurait touché une somme de l'ordre de 400,000 euros sous forme de plus-values lors de la vente contestée de la filiale « Practice »[réf. nécessaire]. Ces actions représentaient initialement son indemnité de licenciement accordée par la mutuelle. L'inspection Générales des Affaires Sociales dénoncent en septembre 2000 : « une gestion non encadrée et peu contrôlée » ainsi qu'un gouffre financier en 1999 consécutif à une politique de diversification « préjudiciable aux intérêts de la mutuelle ». Une information judiciaire était alors ouverte. En décembre 2001, deux administrateurs provisoires furent nommés à la SMESO sur les recommandations de l'IGAS.
Plus récemment[Quand ?], la presse se fait l'écho d'une affaire à l'UITSEM (qui regroupe SMERRA, SMECO, SMEREB) et dans ses filiales immobilières[réf. nécessaire] ; un service anti-corruption aurait même été saisi[réf. nécessaire]. Le Canard enchaîné évoque cependant les solides protections politiques qui amène ce journal à considérer que l'UITSEM bénéficie d'une impunité judiciaire[réf. nécessaire].
Depuis l'affaire de la MNEF, des contrôles sont exercés sur les dirigeants mutualistes, notamment par l'Autorité des marchés financiers (AMF) et l'Autorité de contrôle des assurances et des mutuelles (ACAM). Depuis 2010, l'ACAM est devenue l'autorité de contrôle prudentiel et de résolution en fusionnant avec la commission bancaire.

### Enquête de l'UFC-Que Choisir sur les mutuelles étudiantes
L'UFC-Que Choisir présente le 12 septembre 2012 les résultats d'une étude de grande ampleur sur les mutuelles étudiantes. Cette étude est réalisée à la suite de plaintes où elle affirme que « Les mutuelles [étudiantes] méritent un bonnet d’âne »», elle constate le manque d'information des étudiants sur la question de la sécurité sociale étudiante, « ce qui en fait des proies faciles, ils ne connaissent pas leurs droits ».
L'organisation de défense des consommateurs constate aussi que les frais d'inscription sont très élevés et que la qualité des prestations est mauvaise. L'organisation constate aussi la présence de clauses abusives dans les contrats et la vente de nombreux produits à côté de la délégation de service public réalisée. Elle propose notamment la « remise à plat d'un système défavorable à ceux qu'elles sont censées servir, mais aussi coûteux pour les collectivités ».
L'UFC-Que choisir dénonce les abus et le coût des mutuelles étudiantes, elle demande que « la gestion du régime étudiant soit confiée aux caisses primaires d'assurance maladie, ce qui pourrait engendrer jusqu'à 90 millions d'euros d'économie annuelle », pour elle, la concurrence des mutuelles est une aberration. Le financement est assuré par l'assurance maladie, « les mutuelles sont remboursées dans tous leurs frais par l'argent public. Et plus elles comptent d'inscrits, plus elles touchent de l'argent » (52 € par étudiant, soit 93 millions d'euros par an). Les mutuelles étudiantes ont coûté 93 millions d’euros en 2011 alors qu’elles ont assuré 681 millions d’euros de prestations la même année. Les mutuelles étudiantes sont trois fois plus coûteuses que l’assurance maladie.
Cette étude est saluée par SUD Étudiant et la Fédération syndicale étudiante, dont l'avis a été pris en compte et mentionné dans l'étude. L'UFC-Que Choisir pointe la responsabilité de l'UNEF dans cette situation, la LMDE étant un « point de chute » pour beaucoup d'anciens responsables. Selon elle, cette organisation « défend le statu quo ».

### Rapport sénatorialno221
Le 12 décembre 2012, le groupe de travail sur la sécurité sociale et la santé des étudiants de la commission des affaires sociales du Sénat animé par Ronan Kerdraon et Catherine Procaccia dépose un rapport d'information sur les mutuelles étudiantes.
Le groupe de travail juge, tout comme l'UFC-Que Choisir, que le système sous sa forme actuelle ne fonctionne pas de façon satisfaisante et parle de « complexité abracadabrante », les mutuelles étudiantes sont jugées inaptes à mener à bien leur mission, le rapport fait diverses propositions dont par exemple, l'abandon du terme « mutuelle » qui prêterait à confusion.
Il y est listé trois scénarios possibles d'évolution pour l'avenir :
- Conserver l’architecture actuelle mais transférer les tâches de back-office au régime général, notamment ce qui concerne la gestion des systèmes informatiques.
- Conserver le régime délégué mais le confier à une structure unique.
- Supprimer le régime délégué en affiliant l’étudiant, à titre indépendant, au régime de ses parents.

Le rapport constate aussi une action très faible dans le domaine de la prévention, action qui est financée par la collectivité à hauteur de 1 € par affilié (La LMDE déclare dépenser 3 € par affilié pour la prévention).

### Problèmes de gestion à la LMDE révélés par le journalLe Monde
À la suite d'un article du journal Le Monde daté du 18 février 2013, et qui serait basé notamment sur des documents internes à la LMDE, il est révélé que la LMDE, qui a été créée sans fonds propre, cumule 23,4 millions d'euros de pertes au 31 décembre 2011.
Une partie de cette dette est liée à des facteurs conjoncturels. Ainsi, sur les cinq premières années elle cumule une perte de plus de 25 millions d'euros, mais à son dixième exercice elle ramène cette dette à 832 325 €. Son plan de réorganisation de 2009 et la taxe sur les mutuelles instaurée en 2011 seraient responsables de 2/3 de la dette.
Le commissaire au compte de la LMDE « aurait exigé que l’ensemble des prestations arrivées avant le 31 décembre 2012 soient traitées avant le 31 mars 2013, sous peine de non-certification des comptes ». Il manque trois millions d'euros de trésorerie avant que la MGEN effectue une avance à la LMDE. La direction décide de demander à ses salariés d'« effectuer des heures supplémentaires sur la base du volontariat » alors même que 120 salariés ont été licenciés l'an dernier. La LMDE pourrait être adossée à terme au groupe MGEN, la mutuelle de l’Éducation Nationale, pour le back-office.
L'article indique qu'une vingtaine d'administrateurs nationaux de la mutuelle, tous issus de listes soutenues par l'UNEF aux élections, perçoivent en moyenne une indemnité de 1 200 euros par mois, certains membres du bureau national atteignant 2 200 euros, alors que les statuts de la mutuelle proclament la « gratuité » des fonctions,. Il indique aussi que le budget consacré aux subventions aux associations étudiantes est de 200 000 €. Selon le sénateur socialiste Ronan Kerdraon, corapporteur du rapport sénatorial sur la santé étudiante, « financer un congrès, ça sort quand même du périmètre d'activité d'une mutuelle étudiante ». Le même sénateur indique que « ce n'est qu'au fil des auditions que nous nous sommes rendu compte que les dysfonctionnements de service pouvaient s'expliquer par des dysfonctionnements dans l'organisation des mutuelles ». Un rapport de la Cour des comptes sur le sujet est attendu pour septembre 2013. La transparence sur leurs frais de gestion de toutes les mutuelles devrait être effective le 1er janvier 2014 après avoir été repoussée d'un an, par arrêté, par la ministre des Affaires sociales et de la Santé, Marisol Touraine,.
En réponse à ses révélations, le 20 février 2013, Vanessa Favaro, la présidente de la LMDE, ancienne présidente de l'UNEF Nanterre, ancienne porte-parole de l'UNEF et ancienne présidente de la commission de contrôle de l'UNEF, s'exprime dans le journal Le Figaro et conteste la dette de 65 millions mais reconnait une avance de trésorerie de 3 millions d'euros réalisée par la MGEN. Elle considère que les 250 000 € versés aux administrateurs de la LMDE et le budget consacré au partenariat de 200 000 €, ne constituent pas une « gestion contestable ».
La LMDE souhaite publier, en réponse à cet article, un communiqué parlant d'« attaques contre la gestion étudiante infondées et mensongères ».
En réaction aux révélations du journal Le Monde, l'UFC-Que Choisir, qui s'était déjà penchée sur la situation des mutuelles étudiantes, constate que la mutuelle « qui ne publie pas ses comptes détaillés » a accumulé une dette équivalent à « presque un an d’activité ». Elle considère que la « prise en main est sans doute une bonne nouvelle pour les assurés de la mutuelle », mais réaffirmeé qu'elle est « favorable à sa suppression pure et simple et à l’intégration directe des étudiants au régime général, ce qui éviterait nombre de procédures administratives coûteuses et superflues ».
L'UFC-Que Choisir estime que la MGEN est désormais en mesure de contrôler l'UNEF, tant ce syndicat est « financièrement dépendant des largesses de la LMDE ».
Les activités de back-office devaient initialement être transférées de la LMDE vers la MGEN au 1er janvier 2014 à la MGEN, mais cette dernière décide de reporter ce transfert au 1er septembre 2015 afin de réaliser ce transfert une fois que les négociations sur le montant des remises de gestion versées par la Caisse nationale d'assurance-maladie sera connu. Montant qui devrait baisser.

### Contestation syndicale des pratiques sociales de la SMEREP
Déjà en 2007, des salariés et ex-salariés de la SMEREP, adhérents à la CGT, se mettent en grève pour dénoncer les dysfonctionnements internes à cette mutuelle qui pénalisent les 200 000 affiliés.

### Rapport de la Cour des Comptes - Septembre 2013
Dans une version préparatoire du rapport de la Cour des Comptes sur les mutuelles étudiantes que s'est procuré le journal Le Monde, les juges critiquent « une qualité de services […] globalement très insatisfaisante » et des « coûts de gestion élevés avec une faible productivité ». Les juges réalisent une enquête de satisfaction des étudiants vis-à-vis des mutuelles étudiantes et constate que cette satisfaction est très faible pour toutes les mutuelles et que c'est encore plus le cas en ce qui concerne la LMDE, ce qui contredit radicalement les chiffres de satisfaction annoncés par la LMDE. La cour constate, elle aussi, des retards d'édition de carte Vitale de plus de 9 mois qui entraînent des désagréments importants aux étudiants, par exemple l'impossibilité de bénéficier du tiers payant. Les juges indiquent même que la LMDE n'est en mesure de répondre qu'à 1 appel sur 14.
Le document indique que la remise de gestion unitaire (ce que verse par affilié la CNAMTS chaque année aux mutuelles pour assurer le coût de fonctionnement du régime délégué) est « fixé à un niveau généreux ».
La Cour révèle une pratique de favoritisme, « les enfants de fonctionnaires adhérents de la MGEN bénéficient d'un traitement prioritaire de leurs courriers et appels lorsqu'ils choisissent la LMDE, ce qui est en contradiction avec les principes du service public ».
Le rapport critique fortement la délégation de service public réalisée par les mutuelles étudiantes en estimant que ces mutuelles sont « moins productives que les caisses primaires » et « qu'aucune n'assure autant de remboursements par adhérent que les CPAM ». La cour estime que ces dysfonctionnements sont « en partie liés à l'architecture même du système de sécurité sociale étudiante », et plaide pour la suppression de ce régime spécifique. Les frais de fonctionnement de ce régime ont augmenté de 7 % depuis 2005 alors que, sur la même période, ils ont baissé pour la plupart des autres régimes.
Cette préconisation de suppression de la délégation de service public en matière de sécurité sociale rejoint ainsi ce que la Cour des Comptes a déjà pointé, à savoir les « limites » et le « surcoût » de ce régime. Mais la question est sensible car l'UNEF tire de la gestion de LMDE « une partie de ses revenus et de sa visibilité » et l'UNEF « peut compter au gouvernement comme au PS sur plusieurs de ces anciens cadres ». Marisol Touraine ne semble d'ailleurs pas vouloir s'engager sur cette voie alors même qu'elle envisage cette possibilité en octobre 2012.
Le manque de transparence du régime est également souligné. Solidaires Étudiant-e-s considère qu'il s'agit d'une « arnaque » et considère que « le régime étudiant est une exception : la santé est gérée par des organismes privés, opaques et antidémocratiques. » Pour cette organisation, « il n'y a ni problématiques spécifiques, ni raisons matérielles qui légitiment un traitement spécial pour les étudiants ».
À la suite du rapport de la Cour des Comptes, Mathieu Escot, de l'UFC-Que Choisir revient sur la question et affirme que « l’autonomie des mutuelles étudiantes est une fable » et parle d'infantilisation des adhérents. Le rachat de la LMDE par la MGEN est pour lui un exemple illustrant le fait que dans le mutualisme étudiant, « les étudiants ne gèrent rien du tout ». Il estime aussi que « si on faisait gérer la Sécu des étudiants par le régime général comme pour le reste des Français, on aurait un système beaucoup plus efficace et moins coûteux pour la communauté ».
Pour Robi Morder, du Groupe d'études et de recherche sur les mouvements étudiants, et spécialiste de l'histoire de la MNEF, les problèmes rencontrés par le mutualisme étudiant « découlent du virage capitalistique opéré dans les années 1980 sous la contrainte des pouvoirs publics et du renoncement à son engagement social ».
La version définitive du document ayant fuité constitue le chapitre 18 du rapport de 2013 sur la sécurité sociale. Les sages constatent que l'élément qui est censé justifier l'existence du régime délégué est le volet prévention santé, la « prévention par les pairs » étant censé être plus efficace. En se basant sur le bilan de l'INSERM, la Cour des Comptes se montre sceptique sur cet élément. Ils constatent que, pour le volet complémentaire, le ratio prestation sur cotisation (plus il est élevé et mieux la mutuelle rembourse) est inférieur de dix points pour les SMER comparé aux mutuelles généralistes. La LMDE a un ratio légèrement plus élevé, « l’adhésion au régime complémentaire étudiant est donc financièrement peu intéressante pour les étudiants et elle l’est d’autant moins qu’ils bénéficiaient comme ayants droit de leurs parents, avant d’être affiliés à la sécurité sociale étudiante, d’une tarification familiale avantageuse ». Selon l’enquête des sages, « le système qui était censé favoriser l’autonomie et l’accession à la « citoyenneté sociale […] et la pleine appropriation par les étudiants de leurs droits et de la reconnaissance de leur légitimité à gérer leur protection sociale » a échoué. Les sages, pour chiffrer l'économie que constituerait une gestion directe du régime, se base sur une évaluation de la CNAMTS qui indique que l'économie globale serait de 69 millions d'euros, soit plus des deux tiers des remises de gestion actuelles. La Cour propose toujours de reconsidérer la gestion délégué.
La SMEREP (la SMER d'Île-de-France) réagit en affirmant que la LMDE et son « déficit colossal ont entraîné le discrédit sur l’ensemble des mutuelles étudiantes » mais qu'elle est en bonne santé financière. Elle affirme ensuite que la gestion directe coûterait plus cher que la gestion déléguée, contredisant l'évaluation de la CNAMTS. Le réseau emeVia (qui regroupe les différentes SMER) manifeste également son opposition à la suppression de la délégation de service public.
En réaction au rapport, l'UFC-Que Choisir s'exprime à nouveau sur le sujet pour réitérer sa proposition d'une gestion des étudiants par l’assurance maladie et a parlé « d’un intolérable conflit d’intérêt entre mission de service public et activités commerciales ».
En réaction à la « posture attentiste » d'emeVia sur la question du rapport sénatorial, la plus grosse des SMER, la SMEREP a quitté ce réseau.

### Débat sénatorial sur la sécurité sociale étudiante du 3 décembre 2013
Le 3 janvier 2014, à la demande du groupe UMP, un débat a lieu sur le régime délégué de sécurité sociale. La sénatrice Catherine Procaccia (UMP) y déclare que « la meilleure solution pour mettre un terme aux dysfonctionnements serait de supprimer le régime délégué » tandis que le sénateur Ronan Kerdraon y a prône la fusion des SMER et de la LMDE pour « mettre fin à la concurrence commerciale sauvage que se livrent les deux organismes ». Geneviève Fioraso, ministre de l’Enseignement supérieur et de la Recherche, indique que l’Inspection générale des affaires sociales (IGAS), l’Inspection générale des finances (IGF) et l’Inspection générale de l'Éducation, du sport et de la recherche (IGAENR) rendraient prochainement des rapports sur la Sécurité sociale étudiante basés sur le rapport sénatorial et ceux des inspections générales. Elle promet aussi pour le printemps suivant un « plan pour améliorer les conditions de vie des 2,4 millions d’étudiants » comprenant un plan santé à destination de tous les étudiants. Sans attendre ce plan, elle avance la date d’affiliation au 1er septembre, dès 2014, contre le 1er octobre). L’accès automatique à la CMU complémentaire pour les étudiants boursiers en situation de rupture familiale a été mis en place (article 45 du PLFSS pour 2014) et l’arrêt de la prise en compte des bourses étudiantes dans l’évaluation des ressources des demandeurs de CMU-C ou d’une ACS[pas clair].
Lors de ce débat, plusieurs intervenants demandent la fin du régime délégué, tel que René-Paul Savary (UMP) qui déclare : « En outre, je le dis sans la moindre ambiguïté : supprimons le régime délégué ! C’est là une proposition concrète. ». Quant à Catherine Procaccia, qui revient sur les conclusions du rapport de la Cour des Comptes, elle indique que « les remises de gestion financent en partie les coûts liés à la complémentaire; le coût analytique de gestion du régime obligatoire pourrait donc baisser de 15 % par la seule adoption d’une hypothèse neutre de répartition. Dans ces conditions, est-il légitime que l’assurance maladie obligatoire finance la complémentaire santé ? ». Elle recense aussi 217 questions au Sénat et 260 à l'Assemblée nationale sur ce sujet ces cinq dernières années[Quand ?] et 98 pour les seuls députés en un an sur cette question. Corinne Bouchoux (EELV), pour sa part, insiste sur les obstacles réglementaires empêchant les étudiants d'accéder à l'ACS et à la CMU Complémentaire, obstacles qu'elle souhaite voir réduits.
De façon générale, la SMEREP comme la LMDE sont qualifiées d’inefficaces et sont jugées incapables de s’adapter à la population grandissante d’étudiants.

### Pétition pour la suppression du régime délégué de janvier 2014
Le 30 janvier 2014, l'UFC-Que Choisir lance avec la FAGE une pétition pour demander une réforme du système. Les deux organisations sont favorables à la fin du régime délégué, qu'ils jugent « défaillant et obsolète ». Le système a, selon eux, pour effet de générer du renoncement aux soins du fait de son inefficacité en plus d'être complexe et coûteux. Pour le président du réseau EmeVia, que cette pétition tombe la veille des « états généraux de la santé et de la protection sociale des jeunes » organisés par l'UNEF afin de proposer la fusion des mutuelles étudiantes dans la LMDE n'est pas un « hasard du calendrier », ce que l'UFC-Que Choisir appelle une « réforme incomplète ».
Julien Blanchet, de la FAGE parle de « retour au droit commun » pour qualifier la fin du régime délégué qu'il appelle de ses vœux. Il invite le gouvernement à aller au bout de la réflexion sur ce sujet. Le fait que « les principales formations syndicales étudiantes plaident pour l’abolition du régime spécifique » pourrait être un argument de poids.
La presse constate au moment du lancement de cette pétition l'exaspération des étudiants et de leurs familles vis-à-vis des mutuelles étudiantes, ils dénoncent leur « amateurisme » et leur « inefficacité » ainsi que les situations « ubuesques » générées par ce système. Outre la grande complication du système actuel, « certains [étudiants] ont le sentiment de se faire piéger lors des inscriptions en études supérieures ».
Les mutuelles étudiantes réagissent à cette pétition. Ainsi, emeVia affirme qu'elle se base sur de « fausses affirmations » et rejette la faute sur la LMDE tandis que la LMDE demande des financements supérieurs et un opérateur unique pour gérer la délégation.
La raison principale expliquant cette situation serait « les liens ambigus du PS avec la LMDE », en effet nombre d'anciens dirigeants[Combien ?] de la MNEF et de la LMDE occupent des cabinets ministériels. « la mutuelle subventionne l'UNEF, le syndicat étudiant proche du PS. Les deux structures constituent pour la rue de Solferino de véritables écuries politiques. Ainsi, le dossier de la réforme de la sécurité sociale étudiante est suivi au sein du cabinet de Geneviève Fioraso par Jean-Baptiste Prévost, président de l'UNEF de 2007 à 2011[réf. nécessaire]. Autres exemples : le secrétaire général administratif du PS Frédéric Bonnot dirige la LMDE de 2009 à 2012, tandis que son prédécesseur, Jérôme Saddier (2005-2009), est aujourd'hui[Quand ?] chef de cabinet du ministre délégué à l'économie sociale et solidaire Benoît Hamon. Et le conseiller du groupe socialiste à l'Assemblée chargé du projet de loi sur le financement de la sécurité sociale, Alexandre Tortel, est pour sa part un ex-trésorier et vice-président de la LMDE (2008-2011) ». Cette situation inquiète ceux qui souhaitent éviter une « réforme incomplète », mais aussi les concurrents de la LMDE qui craignent que la LMDE prennent « le contrôle d'une structure unique issue de leur fusion », situation à laquelle l'UNEF se prépare.

### Mort de Mathias Picard
Mathias Picard, un diabétique de 27 ans, trouve la mort après la fin de ses études en 2012 et les complications qui en ont découlé pour rejoindre le régime général et donc se voir rembourser ses frais médicaux[pas clair]. Un ancien étudiant pour rejoindre le régime général doit faire ses démarches avant même la sortie du régime étudiant mais de très nombreux étudiants l'ignorent[réf. nécessaire]. Le délai théorique annoncé est de 6 à 8 semaines mais ne fut pas respecté. Ne pouvant faire face à ses frais médicaux, sa mère a limité les soins au minimum ce qui a eu de tragiques conséquences. Il décède en février 2014.
Cet exemple illustre[non neutre] les difficultés d'accès aux soins pour les étudiants et anciens étudiants générées par la complexité du régime délégué de sécurité sociale étudiant. La mère de Mathias, Véronique Picard, recueille sur un blog, qu'elle a ouvert pour l'occasion, les témoignages de personnes ayant rencontrées des difficultés semblables,. Elle créé l'association 24 heures vitales pour « alerter les élus et spécialistes de la santé concernant les problèmes rencontrés par certains étudiants avec leurs mutuelles » et saisit le défenseur des droits sur ce sujet. Cette structure demande notamment la fin du régime délégué et donc l'intégration directe des étudiants au régime général.

### Assemblée générale de la LMDE des 6 et 7 juin 2014
Dans un communiqué de la LMDE à l'occasion de son assemblée générale, mais publié le 10 juin, la LMDE affirme que le gouvernement s'apprête à « donner le coup de grâce » au régime étudiant de sécurité sociale afin de faire des économies.
Elle déplore aussi que le gouvernement préfère développer l'accès à la CMU-C que de généraliser l'aide à l’acquisition d’une complémentaire santé pour les étudiants. Ce choix étant financièrement moins intéressant pour les structures commercialisant des complémentaires santé.[non neutre][réf. nécessaire]
Une semaine après, la Cour des Comptes dans un rapport sur la situation et les perspectives des finances publiques préconise à nouveau la fin de ce régime délégué et donc une « reprise de la gestion de la population étudiante par les caisses d’assurance maladie pour une économie de près 70 M€ ».
La même semaine, l'UFC-Que Choisir met en doute la réalité du travail réalisé par Laurence Rossignol, secrétaire d’État à la Famille, qui est employée par la LMDE de 1993 à 2011. L'organisation déplore « l’immobilisme des pouvoirs publics sur le dossier des mutuelles étudiantes ».

### Proposition de loino622du 17 juin 2014 tendant à réformer le système de sécurité sociale des étudiants
Le 17 juin 2014, la sénatrice UMP du Val-de-Marne, Catherine Procaccia a déposé une proposition de loi visant à supprimer le régime délégué de sécurité sociale en vigueur pour les étudiants. Elle estime qu’il manque aux mutuelles étudiantes « un professionnalisme qu’elles n’ont pas su acquérir ».
Le vœu de 80 % des étudiants ne souhaitant pas voir maintenu le régime délégué, selon une enquête de la Cour des Comptes, pourrait donc être bientôt exaucé. Cela contentera aussi plusieurs organisations étudiantes et de jeunesse ayant demandé cette suppression.
La proposition consiste à ce que les étudiants soient affiliés au régime parental, mais « de façon indépendante », pour éviter les « problèmes de transferts, les lourdeurs administratives et l’envoi d’une nouvelle carte vitale ». Ceux qui ne relèveraient préalablement d'aucun régime de sécurité sociale seraient affiliés au régime général. La mesure générera, selon la sénatrice, des économies même si elle considère que leur chiffrage est compliqué.
Les étudiants cotisent actuellement de façon forfaitaire à la sécurité sociale intégrée dans les frais d'inscription à l'université (211 € pour l'année 2013-2014), avec le projet de la sénatrice, les étudiants cotiseraient toujours mais d'un montant moins élevé. Les étudiants boursiers en seraient toujours exonérés.
En réaction au placement sous administration provisoire de la LMDE et à la proposition de loi de la sénatrice Catherine Procaccia, Solidaires Étudiant-e-s a réaffirmé son souhait de voir supprimé le régime délégué, mais considère que le rattachement au régime parental cause lui aussi des problèmes, notamment aux étudiants en rupture familiale ou indépendants de leurs parents. L'organisation souhaite donc une intégration directe des étudiants au régime général.
Le gouvernement semble lui aussi disposé à mettre fin à ce régime dysfonctionnel.

### Placement de la LMDE sous administration provisoire
La LMDE, qui était déjà sous surveillance spéciale depuis fin 2013, a été placée sous administration provisoire le 3 juillet 2014 par l'Autorité de contrôle prudentiel et de résolution. Anne-Marie Cozien, ancienne directrice générale de Unéo, une complémentaire santé dédiée aux militaires a été nommée administratrice à titre provisoire. Tous les mandats des étudiants au conseil d'administration ont été suspendus. Selon l'UFC-Que Choisir, une telle mesure de l'APCR n'est prise que quand la survie de l'entreprise est en jeu.
Cette mesure conservatoire, qui a fait l'objet d'un arbitrage par le premier ministre Manuel Valls, est prise dans un contexte d'incertitudes sur la continuation du processus d'adossement de la LMDE à la MGEN en raison d'une possible diminution de la remise de gestion qui, selon la Cour des Comptes, est trop élevée,. La MGEN ayant, selon la Mutualité française, obtenu depuis une visibilité jusqu'en 2017 sur le montant des remises de gestion, le processus d'adossement a repris.
Ces garanties données à la LMDE ont fait réagir la SMEREP, sa concurrente dans la région parisienne, qui a découvert dans la presse que la LMDE et la MGEN ont obtenu des garanties sur le montant des remises de gestion jusqu'en 2017. Ce qui ne place pas les différents opérateurs gérant le régime délégué sur un pied d'égalité. La SMEREP parle de « copinage » politique qui semble perdurer autour de la LMDE. Annie Coutarel, directrice générale de la SMEREP, indique que « normalement, l’annonce de ces montants vient après la négociation d’un contrat pluriannuel de gestion (CPG) que les mutuelles signent avec la CNAM. Apparemment, cela vient d’être discuté entre la CNAM, le gouvernement et la LMDE ». Elle indique aussi avoir écrit à Frédéric van Roekeghem, directeur général de la CNAM pour avoir des explications. La SMEREP estime que « l'UNEF ou le Parti socialiste ne doivent pas gérer le régime étudiant ». Selon la SMEREP, en raison des difficultés qu'elle rencontre actuellement, la LMDE a appelé en renfort des militants UNEF qui intimident les commerciaux de la SMEREP sur les campus via des agressions verbales et physiques. Les problèmes rencontrés par la LMDE aiguisent les tensions entre mutuelles, la LMDE a décidé de porter plainte contre la SMEREP pour dénigrement à la suite de tracts, affiches et tee-shirts présentant la LMDE comme au bord de la faillite. La SMEREP estime qu'il est de son devoir d'informer les étudiants de la situation de la LMDE. En cas d'affrontements entre mutuelles étudiantes sur les campus, la responsabilité de l'université où se déroulent ces affrontements est engagée.
La LMDE annonce qu'elle va contester cette décision devant le conseil d’État. Pour Vanessa Favaro, la seule raison de cette décision et que « nos fonds propres sont négatifs ».
Cette affaire remet de nouveau sur la table la question de l’éventuelle fin du régime délégué,,.
La décision arrive à une période délicate pour la LMDE puisqu'il s'agit de la période où les étudiants doivent choisir la mutuelle étudiante qui servira d’intermédiaire entre eux et la sécurité sociale, c'est aussi la période où les mutuelles étudiantes vendent la plupart des complémentaires santé. Des personnels de la LMDE redoutent que de nombreux étudiants choisissent leurs concurrents pour l'affiliation, faisant perdre à la LMDE une partie de la manne financière que constitue la remise de gestion de 52 € par étudiant et par an.
Se voulant rassurants, 3 ministres en exercice - Benoît Hamon (Éducation), Marisol Touraine (Affaires sociales) et Michel Sapin (Finances) - ont assuré dans un communiqué que le remboursement des soins continuerait à être assuré. Une éventuelle disparition de la LMDE à la suite de ces difficultés financières n'aurait d'ailleurs que peu de conséquences pour les étudiants puisqu'ils sont déjà couverts par l'assurance maladie.

### Luttes d'influences au sein du gouvernement «révélées» par Mediapart
Dans un article du 28 juillet 2014, le site Mediapart rapporte qu'au sein du gouvernement, la ministre de la Santé Marisol Touraine et le ministre du Budget Michel Sapin étaient favorables à la fin du régime délégué, mais le ministre de l'éducation, Benoît Hamon a « pesé de tout son poids » pour que le régime délégué soit maintenu. Benoit Hamon a obtenu un arbitrage favorable du premier ministre Manuel Valls.
Afin d'apporter à nouveau de l'aide à la LMDE, le plan de 500 millions d’euros d’économies de gestion attendues des caisses de sécurité sociale d’ici 2017 ne concernera pas le régime délégué. Afin de rassurer la MGEN, le gouvernement a consenti le maintien de remises de gestion plutôt généreuses. Elles devaient passer à 46 euros dès 2014 (au lieu de 52 euros en 2013), mais cette baisse sera finalement progressive, elle passera de 50 euros en 2014, à 46 euros en 2017.
Mediapart attribue ces choix politiques à des considérations politiciennes, « les anciens de l'Unef, de la Mnef et de LMDE sont très présents au gouvernement et dans les rangs du Parti socialiste : Benoît Hamon, s'il s'est surtout illustré comme président du Mouvement des jeunes socialistes, est passé brièvement par l'Unef. Manuel Valls a présidé une section locale du syndicat étudiant, comme François Hollande à Sciences Po Paris. Sans oublier bien sûr les anciens de l'Unef-ID qui ont été mouillés dans l'affaire de la MNEF : Jean-Christophe Cambadélis et Jean-Marie Le Guen (vice-président, administrateur et salarié de la MNEF, il a bénéficié d'un non-lieu). Laurence Rossignol est une autre ancienne de l'Unef-ID, dont les liens avec la MGEN puis la LMDE viennent d'être révélés. Au cabinet de Geneviève Fioraso, le conseiller Jean-Baptiste Prévost, très actif en ce qui concerne l'avenir de la LMDE, est un ancien président de l'UNEF. À l'Assemblée, la jeune députée socialiste qui monte, Fanélie Carrey-Conte, très active au sein de la commission des Affaires sociales, en particulier sur les questions de protection sociale, a été membre de la direction de l'Unef, mais aussi du bureau de la LMDE (elle était à ce titre indemnisée). Pouria Amirshahi a lui présidé l'Unef-ID et la Mnef en plein scandale (1999-2000), souhaitant rompre avec les pratiques passées… ».
Pour Mediapart, « le sujet n’est pas clos, et devrait rebondir à la rentrée ».
Le Canard enchaîné affirme que Jean-Marc Ayrault était favorable à la fin du régime délégué, contrairement à Manuel Valls, ancien responsable de l'UNEF, qui lui a succédé. Le gouvernement craindrait que l'UNEF ne provoque des perturbations sur les campus en cas de fin du régime délégué.

### Infiltration de la SMEREP
La mutuelle étudiante régionale SMEREP, en concurrence avec la LMDE dans la région parisienne a été infiltrée en septembre 2014 par une journaliste de l'association UFC-Que Choisir qui a été recrutée en tant que commerciale par la mutuelle et a donc suivi la formation dispensée par l'organisation,. Elle a été directement encouragée à harceler les concurrents de la LMDE et à recourir à des méthodes commerciales trompeuses afin de vendre un maximum de produits auprès des étudiants. Ces méthodes utilisaient la désinformation sur l'organisation du système de santé. Elle était aussi encouragée à vendre divers produits dérivés de la SMENO ou de ses partenaires. Pour L'UFC-Que Choisir, il ne fait aucun doute que les pratiques sont sensiblement les mêmes au sein de la LMDE.
L'association remarque que la totalité des administrateurs de la LMDE sont issus de l'UNEF (jusqu'à fin 2013 où la LMDE a été placée sous administration provisoire et ces administrateurs suspendus) et que ces pratiques préjudiciables aux étudiants ne semblent pas les perturber alors même que l'UNEF dénonce les dérives mercantiles des universités qui pratiquent des frais d'inscription illégaux.
La SMEREP nie avoir de telles pratiques et précise que « les étudiants peuvent toujours se rétracter pendant trente jours ».
Au même moment, l'UFC-Que Choisir publie avec la FAGE un rapport qui fait le bilan du questionnaire diffusé conjointement par ces organisations. Ce rapport constate que les dysfonctionnements persistent ce qui porte préjudice à la santé des étudiants en provoquant un renoncement aux soins. Elles « exhortent le Législateur d’examiner dans les plus brefs délais la proposition de loi sénatoriale visant à rapatrier la gestion de la sécurité sociale étudiante auprès de l’assurance maladie, gage pour les associations "d’un service de meilleure qualité, plus lisible et à moindre coût". De même, les deux organisations exigent des pouvoirs publics à sanctuariser sans délai les campus vis-à-vis des intérêts marchands des mutuelles, en y interdisant la vente de leurs produits commerciaux ».

### Conseil d'entreprise extraordinaire de la LMDE du 22 septembre 2014
Lors du conseil d'entreprise extraordinaire de la LMDE du 22 septembre 2014, le scénario du placement sous administration judiciaire est envisagé en raison d'une trésorerie qui continue de se dégrader. La reprise du scénario de transfert de l'essentiel de l'activité vers la MGEN, qui a été interrompu avec la mise sous administration provisoire, semble le scénario privilégié par la LMDE mais la MGEN n'y a pas encore donné son accord. Le transfert du régime obligatoire vers l'assurance maladie et l'activité complémentaire vers une autre mutuelle est lui aussi évoqué par l'administratrice provisoire. Les relations sont exécrables entre la MGEN et l'administratrice provisoire ce qui pourrait faire capoter la poursuite du transfert de l'essentiel de l'activité de la LMDE vers la MGEN.
Les difficultés s'accumulent, l'annonce de ces difficultés financières incite les étudiants à se tourner vers la concurrence ce qui aggrave ses difficultés financières. S'ajoute à cela un contrôle de l'URSSAF en cours, la LMDE n'ayant pas satisfaite ses obligations sociales. Elle aurait une diminution d'au moins 15 % de ses ventes de complémentaires santé et de 5 % pour son activité d'intermédiaire. La cessation de paiement devrait arriver en été 2015.
Le départ de Benoît Hamon du gouvernement ne fait pas les affaires de la LMDE qui voit ses soutiens se raréfier. Pour un représentant syndical de la LMDE, « Nous payons le manque de clairvoyance de nos élus étudiants et l’incurie de nos anciens dirigeants ».

### La MGEN renonce à son plan d'adossement de la LMDE
Thierry Beaudet, le président de la MGEN a annoncé lors d’une rencontre avec l'Association nationale des journalistes de l’assurance qu'il proposerait le 24 octobre 2014, lors du conseil d'administration de la MGEN, la fin du plan d'adossement de la LMDE à la MGEN. Cela ne remet pas en cause le transfert, déjà réalisé, de soixante salariés de la LMDE vers la MGEN. Il semble que la CNAM s'apprête à reprendre la gestion du régime d'assurance maladie des étudiants, les mutuelles étudiantes se contenteraient alors d'une action plus classique de vente de complémentaires santé. La convention de substitution qui concerne le volet complémentaire santé n’est pas remise en cause.
Le conseil d'administration de la MGEN a aussi mis fin à la convention Bénéficiaires enfants étudiants qui avait pour conséquence que les enfants étudiants des adhérents de la MGEN rejoignaient automatiquement le portefeuille des adhérents au régime complémentaire de la LMDE. La disposition concerne 100 000 étudiants soit un tiers des complémentaires santé de la LMDE qui dès la rentrée 2015 seront directement gérés par la MGEN.
La question de la LMDE est cruciale pour la MGEN, puisque les mutuelles de fonctionnaires ont une délégation de service public et gèrent l'assurance maladie de leurs adhérents pour le compte de la sécurité sociale, ce système est accusé de générer des inégalités et est notamment critiqué par la Cour des Comptes. Le choix vis-à-vis de la LMDE se résume à « couper la branche morte de la LMDE pour assainir les régimes spéciaux ou au contraire maintenir le régime étudiant pour stopper toute tentative de remise à plat par les pouvoirs publics ».

### Scénario de l'UNEF
Face à cette crise qui secoue la LMDE, l'UNEF qui a perdu récemment le contrôle de la LMDE, propose en octobre 2014 un scénario en rupture avec ses positions habituelles et demande l'adossement de la LMDE à la CNAM pour la gestion de l'infogérance du régime obligatoire. Cette proposition est différente de celle portée par de nombreux acteurs qui prônent la fin du régime délégué. Dans le scénario de l'UNEF, la LMDE resterait l'interlocuteur des étudiants et pourrait continuer à développer ses activités commerciales à destination des étudiants, et notamment dans le secteur bancaire et d'assurance. La CNAM déléguerait donc à la LMDE une activité à la LMDE pour ensuite en assurer l'essentiel de la gestion. William Martinet, président de l’UNEF, reconnaît qu'une gestion par la CNAM générerait des économies et améliorerait la qualité du service. La LMDE continuerait à recevoir une partie de la remise de gestion. L'UNEF espère aussi que la LMDE soit encore financée pour ses actions de prévention. L'enjeu est important pour l'UNEF qui tire une part de ses revenus de la LMDE.
Le scénario de l'UNEF est très proche du projet d'Anne-Marie Cozien, l'administratrice provisoire. Ce scénario « de la dernière chance » nécessiterait une implication forte du pouvoir politique et ne satisferait pas la plupart des acteurs qui demandent l'intégration au régime général.

### Examen et adoption de la proposition de loi sénatoriale
Pour la sénatrice Catherine Procaccia, il s'agit d'« améliorer concrètement la situation de ces jeunes et de leurs familles, simplifier leurs démarches administratives et, ce faisant, renforcer leur accès aux droits ».
Étienne Caniard, le président de la Mutualité française juge « le modèle actuel à bout de souffle ». La proposition de loi rédigée par Catherine Procaccia (UMP) et visant à une suppression de la délégation de gestion doit être examinée le 18 novembre au Sénat. Elle est co-signée par 75 sénateurs de groupes politiques différents.
L'évaluation technique de la fin du régime délégué ai déjà été réalisé par la Cour des Comptes, l'assurance maladie et l'UFC-Que Choisir et ces trois entités arrivent séparément à la même conclusion, le maintien du régime ne se justifie pas en termes de qualité et de coût du service, l'assurance maladie évalue l'économie potentielle à 90 millions d'euros par an tandis que la Cour des Comptes parle de 70 millions. Le réseau EmeVia a émis un communiqué de presse défendant le régime délégué. Une adoption du projet permettrait selon ses promoteurs de simplifier la vie des étudiants et de permettre à la collectivité de faire des économies.
Des considérations politiciennes pourraient empêcher l'adoption de cette loi, la LMDE étant un soutien financer de l'organisation UNEF très proche du Parti Socialiste. Le texte de la sénatrice UMP n'a pas reçu le soutien des sénateurs de gauche lors de son examen en commission des Affaires sociales du Sénat qui s’est déroulé le 12 novembre 2014.
La sénatrice, reprenant une proposition du directeur de la CNAM, propose de différer la mise en œuvre de cette réforme de trois ans afin de permettre aux mutuelles étudiantes de se préparer au changement que constitue la fin de la délégation de gestion. Durant cette période transitoire, les mutuelles étudiante seraient adossées au régime général.
la proposition, finalement soutenue par 80 sénateur de trois formations politiques différentes a été adoptée dans la nuit du mardi 18 novembre 2014, les modifications par rapport au projet initial portent sur le transfert automatique des contrats de travail des salariés des mutuelles étudiantes qui travaillent à la gestion du régime obligatoire en cas de changement d'employeur et le report de l'entrée en vigueur de la loi au 1er septembre suivant la troisième année de sa promulgation afin de permettre de préparer au mieux l'échéance de rattachement des étudiants au régime de leurs parents.
Cette loi de simplification administrative doit désormais passer à l'assemblée nationale, ce qui pourrait être sensiblement plus compliqué qu'au Sénat. Les mutuelles étudiantes, le gouvernement, le parti socialiste et ses alliés y sont opposés.
Les étudiants salariés (qui pour l’année universitaire, exercent une activité salariée d’au moins 60 heures par mois, ou 120 heures par trimestre) seront exonérés de cotisation forfaitaire si le contrat de travail couvre l'ensemble de l'année universitaire.
Catherine Procaccia explique que l’État soutient ce système pour des raisons très éloignées de la protection sociale des étudiants, elle pense notamment aux ex-administrateurs de la LMDE, tous issus de l'UNEF. « Ces élus étudiants y touchaient surtout, du moins jusqu'en juillet dernier, des indemnités de l’ordre de 2 000 euros par an. Or l’Unef est un des viviers de recrutement du parti socialiste. Des anciens du syndicat, aujourd’hui à des postes-clé, tiennent à ce système qui les a portés ». Elle estime aussi que l'UNEF est susceptible de jouer de son influence dans le milieu étudiant pour provoquer des mobilisations étudiantes.
L'UNI et l'UNEF ainsi que les mutuelles étudiantes, la PEEP (une fédération de parent d'élèves marquée à droite) et la FNIM, une fédération de mutuelles ont d'ailleurs unis leur voix pour dénoncer cette loi, et annoncent la création d'assises visant à la défense du régime délégué,.
Les organisations étudiantes favorables à la fin du régime délégué s'expriment aussi, Solidaires Étudiant, qui milite depuis longtemps sur ce sujet, dénonce une « démarche de boutiquier » pour caractériser les organisations qui défendent le régime délégué car il leur est favorable. L'organisation souhaite lutter contre la marchandisation de la santé, ce qui passe nécessairement pour elle par la fin du régime délégué. Elle dénonce aussi le « sondage biaisé » d'EmeVia sur le sujet, qui, selon elle, serait très douteux dans sa méthode. Quant à la FAGE, elle dénonce elle aussi une gestion « douteuse et opaque » éloignée du service public et rappelle les liens particuliers qui lient le gouvernement aux mutuelles étudiantes.
Contrairement à ce qui a pu être annoncé par des mutuelles étudiantes, l'affiliation au régime parental sera réalisée de façon autonome afin de garantir l'anonymat des soins.
Annie Coutarel, directrice générale de la SMEREP considère qu'avec la fin de la délégation de gestion faite aux mutuelle étudiantes, des problèmes subsisteront car les étudiants ne dépendront pas tous du régime général mais du régime de leur parent. Elle cite le régime social des indépendants (RSI) qui rencontre des difficultés. Elle conteste aussi l'ampleur de l'économie qui serait réalisée par la collectivité en cas de gestion directe par l'assurance maladie, si une économie de 70 millions d'euros est réalisable, cela signifie, selon elle, que l'assurance maladie est capable de gérer les étudiants pour un coût moyen de 13,50 euros alors que le coût moyen pour un assuré salarié est de 73 euros. La sénatrice a déjà répondu à cet élément en indiquant que le coût de gestion est ici différent pour plusieurs raisons, notamment que le régime étudiant ne gère pas les arrêts maladie et les accidents du travail. Elle remarque aussi que « les mutuelles dépensent beaucoup d'énergie à tenter d’expliquer que le régime général est plus coûteux que celui des étudiants ».
La LMDE a elle aussi manifesté son hostilité envers la proposition de loi adoptée par le Sénat, Anne-Marie Cozien a estimé qu'elle est « hors de l'esprit de la loi de 1948 qui dispose que la protection sociale des étudiants appartient à leurs représentants ». La LMDE espère pouvoir s'adosser à la CNAMTS qui prendrait en charge les remboursements des étudiants dans le cadre du régime obligatoire, ce qui permettrait d'« optimiser la gestion et améliorer les délais de délivrance de la carte Vitale », mais ce scénario nécessite que les créanciers de la LMDE (MGEN, Matmut, la Mutualité française) renoncent à sa dette de 35 millions d'euros, sinon elle sera placée en liquidation judiciaire. Il existe aussi des dettes envers les étudiants, que le cabinet Mazars qui réalise un audit des dettes de la LMDE évalue à 5 millions d'euros.
Une autre question importante est le montant de la remise de gestion accordée par la CNAMTS à la LMDE quand la gestion du régime obligatoire sera essentiellement réalisé par la CNAMTS, la LMDE entend garder la prévention et l'affiliation. Des discussions sont en cours début décembre 2014 et pour Anne-Marie Cozien, « ce qui est proposé n’est pas acceptable en l’état », sans en préciser le montant. La CNAMTS estime qu'actuellement le juste montant de la remise de gestion serait de 36 € (le montant était de 52 € en 2014 et devrait passer à 46 € en 2017 si le régime délégué est maintenu jusque-là).
Les relations de la LMDE étant très mauvaises, Anne-Marie Cozien n'exclut pas de travailler, pour le volet complémentaire santé, avec un autre partenaire, qu'il soit une autre mutuelle, un assureur privé ou une banque. Un accord pour le volet complémentaire avec un acteur puissant est vital pour elle, « les étudiants adhèrent de plus en plus aux mutuelles de leurs parents » et donc les opportunités commerciales d'une structure ciblant spécifiquement les étudiants se réduisent.
Un sujet d'Envoyé spécial intitulé Mutuelles étudiantes, remboursez ! devant initialement être diffusé le 6 novembre 2014 a été déprogrammé très peu de temps avant sa diffusion. Une critique de Télérama indique que le sujet illustre cette question avec une victime de la maladie de Crohn qui, n'étant pas remboursée en raison des défaillances du régime délégué, n'a pas accès à son traitement médical trop onéreux pour qu'elle en assume seule le coût.

### Appel à témoignage du défenseur des droits
Le défenseur des droits, Jacques Toubon a décidé de lancer début décembre 2014 un appel à témoignages et retours d'expérience concernant auprès des étudiants concernant les mutuelles étudiantes. De ce travail pourrait découler des préconisations de sa part au sujet de la loi relative à ce sujet qui doit être examinée à l'assemblée nationale au printemps 2015. Cette attention découle de la multiplication des dossiers mentionnant des problèmes et dysfonctionnements des mutuelles étudiantes.

### Rapport conjoint de l'IGAS et de l'IGF
L’Inspection générale des affaires sociales (IGAS) et l’Inspection générale des finances (IGF) ont rendu public fin décembre 2014 un rapport datant de septembre 2013 traitant de réorganisations de l'assurance maladie et qui aborde le régime étudiant de sécurité sociale, il en dénonce l'inefficacité
On y apprend par exemple que « ses coûts de gestion ont progressé de plus de 10  % entre 2005 et 2011, quand ceux de la CNAM baissaient de 5  % ». Le rapport remet en cause la réalité du déficit du régime obligatoire inscrit dans les comptes de la LMDE car « près de 90  % de son montant résulterait de choix comptables favorables au régime complémentaire d’assurance complémentaire santé », ce qui signifie concrètement que des dépenses liées à la vente de complémentaires santé sont imputées au régime obligatoire.
Le rapport se penche sur le projet d'adossement de la LMDE à la MGEN, abandonné depuis, qui n'aurait été qu'« une réponse de court-terme ». Mais il se penche surtout sur les surcouts qu'engendre le régime étudiant, une des raisons de ces surcouts sont les entrées et sorties des étudiants du régime qui leur est dédié. «  Les mutations entre caisses d’assurance-maladie obligatoire faisant intervenir le [régime étudiant] coûtent 10 millions d’euros par an, alors que 76  % des mutations entrantes et 86  % des mutations sortantes du régime sont liées aux caisses primaires d’assurance-maladie ». Pour le rapport, une solution serait la fin du régime délégué et la création d’une Caisse primaire d’assurance-maladie dédiée au niveau national, qui aurait le double avantage d’éviter une grosse partie des frais de mutation et de faire bénéficier le régime de la productivité des services de la CNAM.
Geneviève Fioraso, ministre de l’Enseignement supérieur et de la Recherche, a indiqué le 3 décembre 2013 que l’IGAS, l’IGF et l’IGAENR rendraient prochainement des rapports sur la Sécurité sociale étudiante basés sur le rapport sénatorial et ceux des inspections générales, cette promesse faite devant le Sénat n'a pas encore été tenue.

### Placement de la LMDE sous sauvegarde judiciaire
La LMDE a demandé le mercredi 4 février 2015 son placement sous sauvegarde de justice, il s'agissait d'une mesure temporaire en attendant l'audience du lundi 9 février 2015 au tribunal de grande instance de Créteil qui décidera de sa mise sous tutelle.
La mise sous sauvegarde entrainait « le gel des dettes antérieures » à 2015 et à « la nomination d’un administrateur judiciaire », chargé de préparer un plan de sauvetage, comme la déclaré Anne-Marie Cozien, l’administratrice provisoire Anne-Marie Cozien, qui a demandé l’ouverture de cette procédure de sauvegarde à la justice. Elle considérait qu'il fallait « rompre avec ce modèle mortifère » en parlant du fonctionnement actuel de la LMDE.
Selon Dominique Corona, délégué syndical Unsa au sein de la mutuelle, la faute n'était pas uniquement celle des administrateurs étudiants, mais est aussi liée au manque de professionnalisme des dirigeants.
L'assurance maladie, via la caisse nationale de l'assurance maladie des travailleurs salariés (CNAMTS) devait reprendre la gestion du régime de base et donc les remboursements qui y étaient associés. La LMDE cherchait un repreneur pour le volet complémentaire. La LMDE avait un déficit de 35 millions d'euros, déficit qui était en augmentation du fait de « frais de gestion exorbitants ». La cessation de paiement d'ici la fin de l'année était un scénario évoqué par l'administratrice provisoire. L'accumulation des retards de remboursement était vraisemblablement de l'ordre de 5 millions d'euros, mais la LMDE n'était pas en mesure de chiffrer précisément ce montant, « en raison de la comptabilité erratique de l’institution », ces sommes en retard étaient a priori exclues de la procédure de sauvegarde et donc le remboursement aux étudiants ne devait pas être gelé.
Cette procédure aurait pu avoir pour but de pousser les créanciers de la LMDE a renoncé à une partie de la dette afin de faciliter la reprise de l'activité complémentaire.
À la suite de cette mise sous sauvegarde judiciaire, l'UFC-Que Choisir a apporté précisions et conseils. Elle considérait que la reprise de la reprise en direct des dossiers par la CNAMTS était une bonne nouvelle et que cela s'accompagnerait de raccourcissements des délais de traitement des demandes. Mais elle estimait que le remboursement effectif des 5 millions de remboursements en retard théoriquement gelés par la mise sous sauvegarde n'était pas du tout garanti. Le plus simple était, selon elle, pour les étudiants ayant souscrit une complémentaire santé d'opérer un « retrait en bon ordre de la LMDE » en adressant un courrier à la LMDE refusant la tacite reconduction de leur contrat en début d'année universitaire. Elle conseillait aussi de reporter les dépenses de santé qui pouvaient l'être et signalait la possibilité d'adhérer à une mutuelle concurrente pour une période courte couvrant la fin de l'année universitaire.
L'information relative aux 5 millions d'euros de remboursements en retard à la LMDE a provoqué dans la presse de nombreux témoignages d'étudiants ou d'ex étudiants confrontés à des difficultés de remboursements pour des montants parfois conséquents.

### Reportage d'Envoyé spécial «Faut-il supprimer les mutuelles étudiantes?»
Le 12 février 2015 a été diffusé un documentaire d'Envoyé spécial consacré aux mutuelles étudiantes devant initialement être diffusé le 6 novembre 2014 et initialement intitulé Mutuelles étudiantes, remboursez !.
Le reportage montrait des étudiants confrontés à des difficultés administratives relatives aux mutuelles étudiantes et cherchait à en comprendre l'origine. Le reportage montrait la grande complexité administrative engendrée par la délégation de cette activité à des mutuelles étudiantes alors même qu'ils étaient remboursés au même tarif que s'ils dépendait directement de l'assurance maladie. Les journalistes pointaient aussi les nombreuses erreurs et retards qui portent préjudice aux étudiants, ils prenaient pour exemple Bénédicte qui souffrait de la Maladie de Crohn et donc qui devait suivre un traitement ayant un coût mensuel de 1 000 €, cela faisait 5 mois que les remboursements, auxquels elle avait droit, s'étaient arrêtés sans explication et depuis lors sa famille essayait de résoudre le problème, sans la bienveillance du pharmacien de son village chez qui les factures s'accumulaient, elles n'aurait pas pu faire face.
Les journalistes avaient réalisé une infiltration au sein d'une mutuelle étudiante, la LMDE, ce qui leur avait permis d'observer les dysfonctionnements de l'intérieur, elle avait pu observer que les personnes recrutées avaient une formation expéditive et qu'en cas de difficulté sur certains dossiers, son encadrement n'était pas en mesure de lui dire quoi faire de ces dossiers qui étaient simplement mis de côté et s'accumulaient pendant de très longues périodes, un autre pôle de la mutuelle devant en principe s'en charger. Une responsable ignorant être filmée indiquait « on ne sait pas toujours qui fait quoi ».
Antoine Durrleman, président de la 6e chambre de la Cour des Comptes rappelait que la réintégration de ce régime délégué au sein du régime générale permettrait une économie nette de 70 millions d'euros par an tout en améliorant la qualité de service.
Le rôle majeur que jouait l'UNEF dans les problèmes de la LMDE était une évidence pour d'anciens salariés de la LMDE qui indiquaient que des personnes avaient été recrutées à la LMDE uniquement en fonction de leur activité à l'UNEF sans avoir les compétences nécessaires. Pour un ancien représentant UNEF au sein de la LMDE, il s'agissait « d'une façade de démocratie », « c'est du théâtre ». L'argent que donnait la LMDE à l'UNEF (100 000 € par an) y était jugée essentielle pour l'UNEF. La LMDE était son deuxième financeur après le ministère de l'enseignement supérieur. Une ancienne responsable de l'UNEF, sous couvert d'anonymat révélait que « c'est complètement stratégique. S'il y a un combat qui est mené pour lequel ils se saigneront, ce sera celui-là. C'est trop… trop important financièrement. Ils dealeront tout ce qu'ils peuvent dealer, en termes de réformes, ce que vous voulez, si en contrepartie ils obtiennent de garder la main et le fric qui va avec ». Et l'UNEF avait des relais très haut placés.
Ce sujet a eu un certain succès avec 9,8 % de part de marché soit plus de 2,4 millions de personnes l'ayant visionné. Le sujet a aussi fait fortement réagir sur les réseaux sociaux.
Ce reportage n'a pas été apprécié par l'UNEF qui a vivement réagi à travers un communiqué de presse,. La FAGE demandait quant à elle l'ouverture immédiate de négociations avec le premier ministre Manuel Valls visant à mettre fin au régime délégué, tandis que Solidaires Étudiant-e-s réaffirmait que les problèmes du RESS ne sauraient se résumer aux problèmes de la LMDE et insistait sur l'urgence à agir.
Des chercheurs travaillant sur les mutuelles étudiantes ont salué les qualités de ce reportage.

### Le groupe Axa intéressé par la LMDE
Un article du journal Médiapart du 23 février 2015 indiquait que Axa, le leader mondial de l'assurance « est sur les rangs pour reprendre une partie de l’activité de La Mutuelle des étudiants, en cours de démantèlement ». Le groupe mettrait alors la main sur un « précieux portefeuille d’étudiants, peu malades, donc rentables ».
Il s'agissait de reprendre l'activité de complémentaire santé alors que l'assurance maladie reprendrait l'activité de sécurité sociale étudiante. Elle était en compétition avec deux mutuelle santé, la Mutuelle nationale territoriale (MNT) et la Mutuelle nationale des hospitaliers (MNH) ainsi qu'avec la Macif, qui est une mutuelle d’assurance.
Depuis l'abandon définitif du projet de reprise par la MGEN, la plus importante mutuelle santé et son soutien historique, les options s'étaient sensiblement réduites. La MGEN qui abritait la direction financière de la LMDE était bien placée pour connaitre l'état de santé financier de la LMDE qui, sans repreneur, ne pourrait pas passer l'année. La Mutualité, qui regroupait l'ensemble des mutuelles santé semblait se résoudre à voir la LMDE être absorbée par Axa.
Le choix du repreneur devait être fait fin mars 2015 pour une validation courant juin 2015 par les instances de la LMDE et du repreneur retenu.

### Conférence de presse du 10 mars à l'Assemblée nationale
Les parlementaires Jean-Frédéric Poisson et Catherine Procaccia ainsi que des membres de l'association 24 H vitales créée à la suite de la mort de Mathias Picard ont tenu une conférence de presse le mardi 10 mars 2015 pour permettre l'expression de nombreux témoignages de professionnels de santé et d'assurés sur les dysfonctionnements du régime étudiant de sécurité sociale.
Ils ont d'abord fait état de « nombreux dysfonctionnements quotidiens (courriers perdus, retards de paiements, refus sans motifs, absence de réponses aux questions posées…) » puis ont indiqué que ces problèmes étaient liés aux liens entre les mutuelles et des responsables socialistes. De leur point de vue, « il existe un véritable vol organisé par les mutuelles, qui forment un système totalement mafieux et qui a le soutien de l’État ».

### Déclaration de Marisol Touraine du 11 mars 2015
Marisol Touraine, ministre des Affaires sociales et de la Santé, a déclaré le 11 mars 2015, en réponse à une question au gouvernement posée par le député Jean-Frédéric Poisson, que des discussions étaient en cours « d'une part avec la Caisse nationale d'assurance maladie, à qui nous souhaitons que soient déléguées les activités de la LMDE relevant du régime obligatoire (…) et d'autre part avec différents organismes complémentaires pour leur confier la partie complémentaire ».

### Un plan de sauvetage hautement politique
Le back-office pour le régime obligatoire devait être assuré par la CNAMTS tandis que l'activité de complémentaire santé serait assurée par une mutuelle santé, deux repreneurs étaient désormais sur les rangs, Intériale et la Mutuelle nationale territoriale (MNT).
Le transfert à la CNAMTSdevait être effectif au 1er octobre 2015 qui accueillerait 480 salariés (en équivalent temps plein) provenant de la LMDE tandis que la LMDE n'en garderait qu'une centaine pour réaliser des activités dites « différenciantes » (gestion des campagnes d’affiliation, de la prévention santé, de la relation avec les établissements et les écoles et l’accompagnement des étudiants dans le système de santé). Ces activités devaient à terme être autofinancées par la LMDE mais une remise de gestion provisoire devait être envisagée. La LMDE aurait massivement recours aux canaux numériques.
Les repreneurs potentiels du volet complémentaire santé étaient Interiale (15e mutuelle santé française) et la Mutuelle nationale territoriale (6e mutuelle santé française). Intériale avait la plupart de ses adhérents au sein du Ministère de l'intérieur et de la fonction publique territoriale. Toutefois aucun des deux repreneurs potentiels n'avait eu l'arrêté des comptes 2014. Derrière Intériale, ce serait en réalité Axa qui serait à la manœuvre, en tant que ré-assureur, l'objectif étant pour Axa de récupérer le fichier des assurés de la LMDE.
L'accord LMDE/CNAMTS a fait l'objet d'un arbitrage gouvernemental et s'est retrouvé sur le bureau de Boris Vallaud, secrétaire général adjoint à la Présidence de la République. Cet arbitrage a été rendu nécessaire par l'intervention de l'UNEF qui a tenté d'interférer dans le dossier en demandant à Nicolas Revel, directeur général de l’Assurance maladie, ainsi qu’au gouvernement, que la LMDE conserve son réseau d’une soixantaine d’agences ainsi que le centre de contacts téléphonique. Soit 150 emplois qui n'aurait dès lors plus été transféré à la CNAMTS. Cela remettait en cause la viabilité de la mutuelle et donc le plan de sauvetage. Cette intervention pourrait être, pour l'UNEF, un moyen d'exister pour une organisation qui a longtemps joué un rôle majeur dans le fonctionnement de la LMDE. Cette modification aurait coûté autour de 5 millions d'euros par an qui auraient dû être compensés par le maintien de versements par la collectivité de remises de gestion à la LMDE. Le projet se trouve ensuite sur le bureau de Boris Vallaud, secrétaire général adjoint à la Présidence de la République.
Ce plan devait être validé le 15 avril 2015 par l'assemblée générale de la LMDE, il l'a finalement été le 11 mai 2015. La Mutuelle nationale territoriale (MNT) ayant abandonné l'idée d'adossement notamment en raison de l'incapacité de la LMDE à lui fournir les comptes certifiés 2014 et de prévisions solides concernant l'année 2015, il n'y avait qu'un seul candidat, Intériale, une mutuelle dirigée par Pascal Baubat, un ancien CRS. Les créances d'au moins 93 millions de la LMDE auraient aussi pu jouer. L'assemblée générale a également validé la proposition de la CNAMTS de l'adossement pour les activités relevant du régime obligatoire. La CNAMTS reprendra les activités de gestion et jusqu'à 480 salariés de la mutuelle étudiante. William Martinet, le président de l'UNEF s'est félicité de ce « nouveau départ ».
Selon un article du site Mediapart daté du 13 mai 2015, il s'agissait en réalité d'un véritable démantèlement de la LMDE qui perdait l'essentiel de ses effectifs et de ses missions. La CNAM deviendrait l’interlocuteur des étudiants, pour leur inscription, leur carte vitale, leurs remboursements. Il s'agissait quasiment de la fin du régime étudiant de sécurité sociale, les mutuelles régionales n'étaient pour le moment pas concernées par ce changement mais devaient l'être à terme, tant l'économie est substantielle pour l'assurance maladie (près de 50 millions d'euros pour la seule LMDE). Il s'agissait d'une proposition faite aux différentes mutuelles étudiantes qui apporterait bientôt un réel avantage compétitif à la LMDE.
La sénatrice Catherine Procaccia a réagi à ce vote de la LMDE, elle y voyait « un vote purement formel ». « Ils n’avaient pas le choix, c’est la seule solution pour qu’ils ne disparaissent pas » juge-t-elle. Elle regrettait en effet que la LMDE subsiste en tant que telle, grâce à cet adossement, et ne disparaisse pas simplement derrière la CNAM, solution qui irait dans le sens de sa proposition de loi. « Je ne vois pas pourquoi on continue de faire exister la LMDE ».
La nouvelle répartition des rôles entre la CNAM et la LMDE pour le régime de base sera effective pour la rentrée universitaire 2015, soit le 1er octobre 2015. Les étudiants qui choisissait la LMDE étaient rattachés à un centre de gestion unique national et avaient accès aux 2 100 points d’accueil de l’Assurance-maladie tandis que le traitement était concentré dans trois caisses primaires d’assurance-maladie (Créteil, Poitiers et Rennes). Pour l'assurance maladie, la remise de gestion versée à la LMDE passait de 42 millions d'euros à 5 millions. L'Assurance maladie s'engagait à une procédure d'inscription des étudiants sans rupture de droits et à rembourser les soins en moins de sept jours avec la carte Vitale.
Le périmètre de la LMDE dans cette nouvelle organisation était sensiblement restreint, elle ne se chargerait plus que de démarcher de nouveaux adhérents sur les campus universitaires (puisque le système restait dans une logique où deux concurrents s'opposaient pour l'affiliation des étudiants) et s’occupait de leur inscription. Il restait aussi les actions de prévention santé. « Quand les étudiants appelleront la mutuelle, c’est l’Assurance maladie qui répondra ».
Les étudiants qui avaient choisi la LMDE pourraient bénéficier de services qu'offre l'assurance maladie comme l'accès adhérent sur le site Ameli.fr, les réponses par e-mail en moins de 48 heures, ou encore la commande rapide d’une carte européenne. Ce qui constituerait un avantage décisif par rapport aux étudiants ayant choisi une mutuelle étudiante régionale.
La situation devait probablement être un peu plus compliquée qu'annoncée pour les 15 % d'étudiants dépendant de la LMDE qui ne dépendaient pas du régime général et qui n'étaient pas concernés par cette évolution.

### Rapport du défenseur des droits
Un nouveau rapport intitulé « Accès des étudiants aux soins : leur protection sociale est-elle à la hauteur des enjeux ? », dont les conclusions furent révélées par le journal Le Parisien le mardi 12 mai 2015 qui faisait suite à un appel à témoignage ayant donné lieu à de très nombreuses réponses (au moins 1500) constatait lui aussi les défaillances multiples des mutuelles étudiantes et en particulier de la LMDE. Ces défaillances provoquaient notamment un phénomène de renoncements aux soins chez les étudiants.
La fédération Solidaires Étudiant-e-s, une organisation étudiante qui militait depuis longtemps pour la fin du régime étudiant de sécurité sociale observait que ce rapport s'inscrivait dans une série de rapports allant dans le même sens mais y relevait des éléments nouveaux :

« En premier lieu, il dresse un constat sur le rapport des étudiant-e-s au parcours de soin coordonné. Il indique que les étudiant-e-s sont « injustement sanctionnés ». En effet, 19 % d’entre nous ont des difficultés à déclarer leur médecin traitant auprès de leur mutuelle, ce qui induit des pénalités dans le remboursement, pénalités en réalité dues, non pas aux étudiant-e-s qui n’auraient pas fait les démarches administratives, mais aux dysfonctionnements du RESS.
Le rapport pointe également la situation particulière des étudiants étrangers. De nombreux problèmes intervenant dans l’émission des Cartes Européennes d’Assurance Maladie (CEAM), bon nombre d’entre eux sont contraints d’avancer la totalité de leurs dépenses de soin tant que les démarches administratives ne sont pas terminées, ce qui les conduit à avoir souvent à renoncer à des soins. Pour ces derniers, c’est donc une double peine : alors même qu’ils/elles sont déjà particulièrement exposé-e-s à la précarité sociale, le RESS les pousse dans la précarité sanitaire.
Enfin, le rapport indique que dans la quasi-totalité des cas, les mutuelles n’informent pas les étudiant-e-s des voies de recours possible (contestation administratives ou juridiques des décisions), alors même qu’elles y sont légalement soumises. »

L'organisation trouvait que les préconisations du rapport étaient « des « vœux pieux », se bornant à espérer que le système « se répare » de lui-même » et donc très en décalage avec le constat réalisé.
À la suite de ce rapport, Claude Le Pen, économiste spécialisé dans les questions de santé, a indiqué au journal La Croix que « rien ne justifie un régime social étudiant » spécifique. Il estimait que ce régime était réminiscence d'une organisation corporatiste de la protection sociale.

### Assemblée générale d'Intériale
L'assemblée générale d'Intériale s'est tenue les 18 et 19 juin 2015 et les délégués ont donné leur accord pour la reprise de l'activité de vente de complémentaires santé de la LMDE.
Des difficultés persistaient sur la date de mise en application de cette décision puisque la convention de substitution avec la MGEN courait jusqu'à la fin de l'année calendaire. La décision très attendue de l'autorité de contrôle prudentiel et de résolution (ACPR) aurait pu permettre à Intériale de ne pas rater la rentrée universitaire ce qui aurait été commercialement une catastrophe pour la LMDE comme pour Intériale.

### Adhésion de la LMDE à L'UMG Intériale
L'ACPR a autorisé le 30 juin 2015 la résiliation de la convention de substitution entre la LMDE et la MGEN ce qui permettait de nouer une nouvelle convention de substitution avec Intériale Mutuelle pour une prise d'effet au 1er janvier 2016.
La reprise de l'activité complémentaire santé de la LMDE par Intériale était conditionnée par Intériale à l'adhésion de la LMDE à l'union mutualiste de groupe (UMG) Intériale. Mais l'ACPR en début juillet 2015 n'avait pas donné son accord à cela. La LMDE risquait de ne pas avoir un dispositif opérationnel rapidement et donc de ne pas pouvoir vendre de complémentaires santé lors de la rentrée universitaire 2015.
La grande vigilance de l'ACPR sur ce dossier hautement politique faisait supposer à certains que l'objectif non avoué de l'ACPR était d'inciter Intériale à se retirer de ce projet afin d'ouvrir le débat sur le maintien du régime étudiant de Sécurité sociale tandis que d'autres y voiyaient la volonté de sécuriser un dossier complexe.
La LMDE a finalement signée cette nouvelle convention de substitution le 15 juillet 2015 avec l'approbation de l'ACPR.

### Communiqué de la SMEREP sur la LMDE
La SMEREP, mutuelle concurrente de la LMDE, dénonçait le plan de sauvetage qu'elle qualifiait de scandale organisé conduisant à la création d'une coquille vide nommée LMDE n'étant plus chargé que de l'affiliation et de la prévention. La seule raison d'être de cette coquille vide serait pour elle « d'alimenter les caisses de l’UNEF, faire perdurer les indemnités aux administrateurs et aider le Parti socialiste ».

### Réforme PUMa
L'article 59 de la loi de financement de la sécurité sociale pour 2016 créé la Protection Universelle Maladie (PUMa) qui vient remplacer la Couverture maladie universelle (CMU) de base.
« La PUMa garantit désormais à toute personne qui travaille ou réside en France un droit à la prise en charge des frais de santé (remboursements des frais de santé hors prestations en espèces), sans démarche particulière à accomplir.
Cette réforme vise à moderniser l’assurance maladie pour simplifier la vie des assurés ; ses grandes mesures ayant pour objectif de :
- garantir un droit au remboursement des soins de manière continue, sans que les changements familiaux ou professionnels n’affectent ce droit.
- réduire au strict nécessaire les démarches administratives et les situations nécessitant de changer de caisse d’assurance maladie
- garantir davantage d’autonomie et de confidentialité à tous les assurés dans la prise en charge de leurs frais de santé »[203].

Les décrets d'application de cette réforme ont dû préciser les conséquences pour le régime étudiant de sécurité sociale, puisque avec la PUMa, la notion d'ayant droit majeur disparait et les personnes ne peuvent plus se retrouver sans protection sociale, l'intérêt de maintenir le régime étudiant de sécurité sociale aurait pu apparaitre comme très limité. Cela a surtout été l'occasion de clarifier ou modifier certaines règles comme les dates de début et de fin de l'année universitaire qui désormais sont du 1er septembre au 31 aout

### Rapport de Jean-Pierre Door
Le député Les Républicains, Jean-Pierre Door a présenté le 9 décembre 2015 un nouveau rapport sur les mutuelles étudiantes devant la commission des Affaires sociales de l’Assemblée nationale. Il pointait, comme d'autres avant lui, les nombreux dysfonctionnements des mutuelles étudiantes qui pénalisaient les étudiants.
Selon Jean-Pierre Door, Il y a une « rupture de l’accès aux droits sociaux pour les étudiants. La filiation est tardive, pouvant atteindre presque une année. Ils doivent alors faire l’avance de leur dépense de santé. Le délai de remboursement est très important, pouvant aller jusqu’à un an! Quant à l’accueil, il est désastreux ». Il pointait aussi le poids de ce régime délégué pour les finances publiques.
Ce rapport a été l'occasion pour la FAGE de rappeler son souhait de voir la protection sociale des étudiants gérée directement par la sécurité sociale.

### Mutuelle universelle
Le premier ministre Manuel Valls, dans une tentative de diminuer la mobilisation contre le projet de loi El Khomri, propose en mai 2016 d'instaurer une « mutuelle universelle pour les jeunes ».

### Région Île-de-France
En décembre 2016, Valérie Pécresse, la présidente de la région Île-de-France décide de modifier son dispositif d'aide à l'achat d'une complémentaire santé par les étudiants aux faibles revenus pour la rentrée 2017. Le dispositif précédent ne concerne que les complémentaires santé souscrites auprès des mutuelles étudiantes LMDE et SMEREP, mais la région estime que certains soins sont trop mal remboursés par ces mutuelles (notamment en matière d'optique) et le traitement des dossiers anormalement long. Elle décide donc de définir un cahier des charges correspondant à ses critères et ouvert à toutes les mutuelles, seul celles pouvant y répondre pourraient bénéficier du dispositif.
La région ne retient pas finalement les 2 mutuelles étudiantes, qui font partie des quatre candidats avec Harmonie Mutuelle et la start-up Alan. Seule Harmonie Mutuelle est retenue, sa proposition étant considérée comme celle qui répond le mieux aux cinq critères fixés dans le rapport.
La SMEREP dénonce dans un communiqué une décision qu'elle juge « contraire aux intérêts des étudiants ». Il en est de même pour la LMDE qui considère que Harmonie Mutuelle est une « mutuelle interprofessionnelle ne maîtrisant absolument pas les besoins et les attentes des étudiants ». Ce choix est aussi dénoncé par des élus Front de Gauche, PS et FN.

### Élection présidentielle 2017
Lors de la campagne précédant l'élection présidentielle française de 2017, plusieurs candidats prennent des positions relatives au régime étudiant de sécurité sociale.

#### Jean-Luc Mélenchon
Le candidat Jean-Luc Mélenchon défend en 2017 le programme de La France insoumise qui prévoit que le régime général rembourse à 100 % les dépense de santé, ce qui entrainerait la fin des mutuelles de santé, y compris celles gérant le régime étudiant.

#### Emmanuel Macron
Le candidat Emmanuel Macron propose la fin du régime étudiant le 25 mars 2017.

#### Benoît Hamon
L'équipe de Benoît Hamon, en réaction à la proposition d'Emmanuel Macron, défend le statu quo, estimant que le régime a déjà été réformé et est alors « utile et efficace, plus qu’un régime général, pour traiter des spécificités du public étudiant ».

## Fin du régime étudiant

### Décision gouvernementale et débat parlementaire
Fin juin 2017, une note non encore validée de la nouvelle ministre de la Santé Agnès Buzyn révélée par l'Argus de l'assurance indique que dès janvier 2018 la gestion de la sécurité sociale des étudiants sera confiée au régime général. Les objectifs évoqués de cette simplification sont d'améliorer le service rendu et de faire des économies.
Les ministères de la Santé et de l'Enseignement supérieur indique finalement le mardi 10 octobre 2017, vouloir abolir ce régime spécifique rapidement. Les étudiants devant, selon eux, relever du droit commun.
La décision d'en finir avec le RESS est confirmée par le premier ministre Édouard Philippe le lundi 30 octobre 2017.
Il a été un temps question de mettre fin au RESS via le PLFSS 2018, mais cette option a finalement été abandonnée[réf. nécessaire].
La suppression du régime de sécurité sociale applicable aux étudiants figure dans l’article 11 de la loi relative à l'orientation et à la réussite des étudiants, présentée le 22 novembre 2017 et promulguée le 8 mars 2018.

### Réactions vis-à-vis de la suppression du régime étudiant
En réaction à ce projet gouvernemental de suppression du RESS, les mutuelles étudiantes régionales réalisent une opération de communication en étant présentes devant quelques lycées au moment des résultats du baccalauréat de 2017. Elles se présentent comme le « principal acteur de la prévention des comportements à risque en milieu étudiant ». À cette occasion, Ahmed Hegazy accuse le président de la république : « Emmanuel Macron a fait un deal avec la FAGE pour obtenir la paix sociale dans les universités ».
La FAGE, qui souhaite la fin du RESS, est devenue depuis peu[Quand ?] la première organisation étudiante au sein des instances de représentation nationale[réf. nécessaire] que sont le CNOUS et le CNESER, détrônant ainsi l'UNEF qui souhaite le maintien du RESS[réf. nécessaire].
En réponse à l'hostilité des mutuelles étudiantes et de l'UNEF qui président des conséquences très défavorables pour les étudiants en cas de fin du RESS, la FAGE via son président Jimmy Losfeld, indique : « pendant la campagne, nous sommes allés voir tous les candidats avec nos propositions, notamment celle de la suppression des mutuelles. Deux y ont été sensibles : Jean-Luc Mélenchon et Emmanuel Macron. Ce dernier a été élu. On fait notre travail et si le rattachement des étudiants au régime général devient une réalité, nous serons les premiers à nous en féliciter »[réf. nécessaire]. Il indique aussi qu'en matière de prévention, les mutuelles étudiantes sont complètement dépassées. De son côté, Solidaires Étudiant-e-s, rappelle que « les étudiants n'ont pas plus de "comportements à risque" que le reste de la population, au contraire » et selon lui les mutuelles étudiantes inventent une spécificité étudiante en matière de santé pour tenter de justifier leur existence. Le syndicat étudiant estime que les centre de santé universitaire et les dispositifs ciblant un public plus large sont bien plus pertinents. Le syndicat relève aussi que les mutuelles étudiantes produisent régulièrement des enquêtes à la méthodologie douteuse indiquant une situation sanitaire dramatique alors même que la situation est sensiblement différente, position également défendue par l'UFC Que Choisir.
Dans ce contexte de fin probable du RESS, la FAGE dénonce à la fin du mois d’aout 2017, peu avant la rentrée universitaire, le poids croissant du coût des mutuelles de santé sur le budget des étudiants, la hausse des frais de complémentaire santé étant selon elle de 8,73%. La FAGE aussi dénonce, comme d'autres[Qui ?] avant elle, les pratiques déloyales des commerciaux des mutuelles étudiantes pour vendre leurs mutuelles aux étudiants mal informés. Mutuelles qui sont, selon elle, peu adaptées aux budgets des étudiants. Le chiffrage de la FAGE est contesté par emeVia qui parle de "fake news". La LMDE fait part de ses inquiétude et regrette de ne pas être reçue par l'exécutif,. Pour la LMDE, l'économie potentielle ne serait que de 4 millions d'euros pour les étudiants qui sont affiliés chez elle et une quarantaine de millions pour ceux qui dépendent des mutuelles régionales (la différence de coût s'expliquant par le fait que les affiliés de la LMDE voyaient l'essentiel de l'activité déjà réalisée par l'assurance maladie, ce qui n'était pas le cas pour les affiliés aux mutuelles régionales).
La décision gouvernementale du 10 octobre 2017 inquiète les mutuelles étudiantes qui indiquent leur désapprobation dès le lendemain, le président d' emeVia, Ahmed Hegazy, prédisant même un « accident industriel » si les choses sont faites selon le calendrier actuel.
Puis, la confirmation le 30 octobre de la future suppression du régime étudiant est dénoncée par les mutuelles étudiantes qui estiment que cette décision est une décision politique.

### Conséquences pour les étudiants
La future suppression du régime étudiant entraine la fin de la cotisation obligatoire au régime de sécurité sociale étudiant qui est de 217 € pour l'année universitaire 2017-2018, cotisation qui sera remplacée par une cotisation, fixée à 60 € en licence, 120 € en master et 150 € pour les doctorants, finançant un accompagnement social, sanitaire, culturel et sportif, cette cotisation obligatoire financera donc des activités qui étaient pour partie optionnelles précédemment. Les doctorants et les internes en médecine, autrefois exonérés de la cotisation de sécurité sociale devront, a priori, s'acquitter de cette nouvelle cotisation tandis que les boursiers en seront exonérés. Les établissements privés conventionnés seront aussi concernés par cette réforme tandis que les établissements privés non conventionnés ne le seront pas. Pour les étudiants boursiers, l'économie sera de 5,10 €, montant correspondant aux frais de médecine préventive qu’ils ne paieront plus. Par contre pour les étudiants non boursiers de moins de 20 ans, la situation serait vraisemblablement moins favorable qu'antérieurement puisqu'ils étaient précédemment inscrits gratuitement au régime étudiant et qu'ils devront désormais payer les 60 € de la cotisation en licence, quelques autres catégories d'étudiants seraient dans le même cas[Qui ?].
Cette transition devrait, selon le journal L'Humanité, se faire sans grande difficulté, la CNAMTS sait traiter les dossiers étudiants et devrait reprendre l'essentiel des personnels des mutuelles étudiantes. La fin du RESS pose toutefois quelques questions pratiques comme la représentation des étudiants au sein du régime général ou la place à trouver dans la nouvelle organisation du système pour diverses structures, les mutuelle étudiantes en premier lieu, mais aussi la fondation santé des étudiants de France (FSEF) ou la médecine préventive universitaire (MPU).
Le texte finalement voté par l'assemblée nationale fixe un montant unique de 90 € pour la cotisation finançant un accompagnement social, sanitaire, culturel et sportif. La présence d'un représentant des étudiants au conseil de l'assurance maladie (Cnam), avec voix délibérative est aussi ajoutée. Le groupe socialiste souhaitait la présence de deux représentants, mais n'a pas été suivi.
Toutefois, en février 2018, aucune date de suppression des mutuelles étudiantes ni aucune modalité de prise en charge n'ont encore été officiellement confirmées. Si la suppression a ainsi été évoquée pour la rentrée 2018, elle pourrait finalement avoir lieu à la rentrée 2019 d'après le cabinet d'Agnès Buzyn, ministre de la santé. En effet, l'option qui semble privilégiée serait de laisser les actuels étudiants rattachés à leur mutuelle étudiante jusqu'à la rentrée de 2019, tandis que les néo-étudiants de la rentrée 2018 resteraient rattachés à leur régime actuel (c'est-à-dire, le plus souvent, celui de leurs parents), pour qu'enfin en 2019 tous les étudiants passent au régime général.

### Conséquences pour les mutuelles étudiantes
Avec la fin du RESS, les mutuelles dites « étudiantes » deviendront des mutuelles comme les autres et leur accès aux universités pourrait s'en trouver sensiblement compliqué, comme cela l'était déjà dans certaines.

## Positions des organisations étudiantes sur le régime étudiant

### Confédération étudiante
La Cé (organisation disparue en 2013) estimait que l'augmentation de la proportion d'étudiants exerçant une activité salariée justifiait une modification du système pour prendre en compte ces spécificités, notamment en matière de cotisation. Elle considérait aussi que la gestion des mutuelles était peu transparente et que leur gouvernance n'était pas pluraliste.

### FAGE
Les associations membres de la FAGE ont souvent été par le passé des partenaires privilégiés des Mutuelles Étudiantes. Lors de la création de la FAGE, certaines mutuelles régionales voyaient avec la création de la FAGE le moyen de contrebalancer l'alliance MNEF-UNEF existante.
De nombreux membres de la FAGE ont eu des responsabilités au sein, tant des mutuelles régionales SMER que de la mutuelle nationale (MNEF, puis LMDE).
En 1994, des structures font sécession, en partie car elles veulent des liens financiers plus forts avec les mutuelles régionales.
La FAGE, consciente des problèmes occasionnés par ce lien avec les mutuelles refuse depuis une motion votée en 1999, toute aide financière où matérielle de quelque mutuelle étudiante que ce soit
Le 13 mars 2000, la FAGE, prenant acte de la situation critique de la MNEF, a appelé l'ensemble du mouvement étudiant à refonder une nouvelle mutuelle nationale étudiante (ce sera fait en avril 2000). La FAGE fut ainsi représentée au sein du premier Bureau National de la LMDE.
Cette logique a été contestée à l'époque par certains associatifs, qui y voyaient une participation à la création d'une structure qui pourrait devenir un partenaire de l'UNEF. La FAGE, en participant au bureau de la LMDE, a cependant choisi de préférer la sauvegarde du régime étudiant de sécurité social.
En 2004, la FAGE déplorera la prise de contrôle totale de la LMDE par l'UNEF. Certaines structures de la FAGE ont encore des liens avec certaines SMER, mais la FAGE n'a plus de liens avec la LMDE.
En octobre 2012, Thibaut Servant, chargé des questions de santé à la FAGE affirme son désaccord sur l'analyse de l'UFC-Que Choisir, pour lui le problème réside surtout dans un manque de financement.
La FAGE réclamait en 2013 une commission d’enquête ministérielle pour tirer au clair la situation des mutuelles étudiantes, après la publication le 17 juillet 2013 par le journal Le Monde des extraits du rapport de la Cour des Comptes attendu en septembre, la FAGE se demande publiquement si « l’intérêt des étudiants est la priorité des mutuelles étudiantes » et parle même d'un « service de protection sociale en déliquescence n’ayant plus pour objectif leur intérêt ». Pourtant Marie Pillière, vice-présidente chargée des affaires sociales à la FAGE ne souhaitait pas voir disparaître le régime délégué. En août 2013, la FAGE parle d'« système de santé où les tarifs sont en augmentation constante et la qualité de service en diminution constante ». Dans son dossier de presse consacré aux coûts de la rentrée 2013, elle parle de « système mutualiste aujourd’hui en panne, et au sein duquel la logique économique prime sur la mission sanitaire » et que « les complémentaires santés étudiantes ne sont pas plus avantageuses, tant en termes de prix qu’en termes de prestations proposées ».
En janvier 2014, la FAGE a lancé une campagne intitulée « Mutuelles étudiantes, vous trouvez ça normal ? » qui critiquait la faible qualité du service rendu par les mutuelles étudiantes et affirmait que la gestion n'est pas faite par les étudiants, qu'elle ne sont pas à l'écoute ou disponibles pour les étudiants, qu'elles ne décident de rien sur la part sécurité sociale et sont plus chères que les mutuelles généralistes sur le volet complémentaire. La FAGE est désormais favorable à la fin du régime délégué et pour une gestion directe par les caisses primaires d'assurance maladie (CPAM) du régime étudiant de sécurité sociale. Elle demande que cela s'accompagne de la création d'une commission étudiante au sein de la CNAM (structure nationale qui pilote les CPAM) ou siègeraient les organisations étudiantes représentatives sur la base des résultats aux élections CROUS, elle affirme que « les conflits d'intérêts générés par l'activité de service public et de vente de complémentaires santé couplés au contexte concurrentiel opposant deux mutuelles étudiantes sont délétères pour les étudiants ». Elle demande aussi que la politique de prévention actuellement assurée par les mutuelles étudiantes soit réalisée par les services universitaires de médecine préventive, les centres de santé (lorsqu'ils existent) et le CROUS. Elle demande aussi un statut unique pour les étudiants actuellement soumis à des règles variées en matière de protection sociale.
Cette position claire sur la question du régime délégué, qui tranche avec ces positions antérieures, pourrait avoir des arrière-pensées stratégiques. Ce serait possiblement un moyen d'affirmer une stature nationale, notamment face à l'UNEF, via des revendications concrètes. Ce sujet est devenu un point important de différenciation de la FAGE par rapport à l'UNEF.

### MET
Le 22 février 2013, Olivier Vial, le président de l'UNI (la principale structure composant le MET, une structure très proche de l'UMP) a sorti un communiqué où il a estimé que les problèmes des mutuelles étudiantes étaient avant tout les problèmes de la LMDE, les mutuelles régionales étant pour elle exemptes de problèmes.
Il se déclare favorable au maintien de la concurrence entre mutuelles étudiantes qui permettrait au système de fonctionner malgré les problèmes de la LMDE. L'UNI considère que le problème principal de la LMDE est qu'elle se fait « dépouiller » par l'UNEF comme la MNEF avant elle. Elle considère aussi qu'elle devrait « recentrer exclusivement leur activité sur la santé des étudiants et de garantir une réelle transparence de la gestion. La santé des étudiants ne doit plus être un alibi pour financer des activités politiques, associatives ou syndicales ». En octobre 2012, l'organisation semblait envisager plus favorablement la suppression du la délégation de service public. Dans la même période, Antoine Diers, président du MET indiquait qu'il existait une « incompréhension totale du système » de la part des étudiants et que le système induisait une « chasse à l'étudiant » de la part des mutuelles qui profitent de jeunes étudiants « influençables ».

### PDE
PDE défend la délégation de service public du régime de sécurité sociale étudiant via des mutuelles étudiantes régionales, qui sont, selon elle, « gérées par des étudiants » et prennent en compte les « besoins spécifiques des étudiants de la région, en matière de prévention et de santé ».
Elle dénonce la généralisation des problèmes rencontrés par la LMDE à l'ensemble des SMER et appelle à la modernisation des mutuelles notamment de leurs moyens informatiques.

### Solidaires étudiant-e-s
La fédération Solidaires étudiant-e-s est créée le 27 janvier 2013 de la fusion de la fédération SUD Étudiant et de la Fédération syndicale étudiante. Les deux organisations développaient avant leur fusion des positions proches sur la question et la nouvelle fédération s'est depuis exprimée dans le même sens sur le sujet[source insuffisante].
L'organisation a été historiquement critique sur le fonctionnement de la MNEF.

### UNEF
L'UNEF est à l'origine de la création du régime étudiant de sécurité sociale en 1948. Celui-ci faisait partie des revendications issues de la charte de Grenoble.
Bien qu'initialement, la direction de l'UNEF ait souhaité la création d'un régime spécifique mais intégré dans la sécurité sociale, des divergences internes l'ont poussé à demander une délégation de service public à une mutuelle, sur le modèle des professions libérales, ce que les députés de l'époque ont accepté.
L'UNEF fit alors le choix de créer elle-même la MNEF puis de la gérer, en se présentant à ses élections. L'UNEF dirigea ainsi majoritairement la MNEF de 1948 jusqu'aux années 1970 puis dans une dernière tentative de sauvetage, dans les derniers mois avant sa disparition, et est maintenant seule administratrice de la LMDE.
Le congrès annuel de l'UNEF est en partie financé par l'achat par la LMDE d'une publicité dans le programme du congrès mais aussi en le finançant directement comme partenaire.

## Positions des partis politiques et assimilés sur le régime étudiant de sécurité sociale

### UMP
Des dirigeants de l'UMP se sont prononcés officiellement sur le sujet, le député Alain Suguenot et la sénatrice Christiane Kammermann se sont prononcés pour la fin du système délégué et Valérie Pécresse a estimé, en mars 2014, que les mutuelles étudiantes coûtaient très cher à la sécurité sociale sans rendre un vrai service aux étudiants. L'UMP a été à l'initiative du débat sénatorial sur la question du 3 décembre 2013. La sénatrice UMP du Val-de-Marne, Catherine Procaccia a déposé, en juin 2014, une proposition de loi visant à supprimer le régime délégué de sécurité sociale en vigueur pour les étudiants.

## Les évolutions possibles du système imaginées au fil des ans
Les mutuelles étudiantes sont l'objet de critiques. Ces critiques portent autant sur le fonctionnement des mutuelles que sur l'existence même des mutuelles.
Selon Frédéric Van Roekeghem, directeur général de la CNAMTS, la suppression du régime délégué se justifie pleinement : « à coût égal, on pourrait diminuer sensiblement la cotisation étudiante » et selon la Cour des comptes, « les "remises de gestion" [qui servent à financer le régime délégué de sécurité sociale] coûtent trop cher au régime général ». Le coût de la délégation en 2013 est de 94,5 millions en 2013 (50,5 millions pour la LMDE et 44 millions pour EmeVia). Son prédécesseur Gilles Johanet avait déjà déclaré au journal Le Monde daté du mercredi 16 mai 2001 qu'une intégration des étudiants dans le régime général de la sécurité sociale reviendrait, selon lui, « à les affilier pour 10 fois mois cher que les 1 140,4 francs qu'ils paient à la mutuelle étudiante ».
Une enquête de l'observatoire de la vie étudiante (OVE) relative à la santé des étudiants, réalisée en 2013, indique que le renoncement aux soins pour raisons financières est supérieur chez les étudiants couverts par une complémentaire santé fournie par une mutuelle étudiante que chez les étudiants couverts par une mutuelle parentale, une mutuelle non étudiante ou un contrat d'assurance. Cela est compatible avec les indications de la cour des comptes indiquant que les mutuelles étudiantes sont moins intéressantes financièrement pour les étudiants que les mutuelles non étudiantes.
Entre le 3 juillet 2012 et le 23 juillet 2013, 98 questions écrites posées par les députés aux ministres du Gouvernement Jean-Marc Ayrault traitaient des mutuelles étudiantes.
Le Gouvernement Manuel Valls est particulièrement confronté au dossier sensible du régime délégué, trois de ses membres sont passés par la MNEF (Laurence Rossignol, Jean-Marie Le Guen et Benoît Hamon) et selon Michel Régereau, président de l'assurance maladie, « Le statu quo n'est plus possible ». La MGEN a stoppé le transfert des salariés de la LMDE en son sein devant les incertitudes existant actuellement autour de ce régime et notamment sur le montant des remises de gestion qui seraient selon la cour des comptes trop élevés par rapport au service rendu, ce qui pourrait rendre l'absorption de la LMDE bien moins intéressante. Cela serait encore moins intéressant si le régime délégué prenait fin comme le réclament certains syndicats étudiants, il s'agit d'un scénario crédible qui ne ferait pas l'affaire des mutuelles qui seraient réduites à leur activité de complémentaires santé. La conséquence d'une gestion directe du régime étudiant serait une entrée des syndicats étudiants dans le conseil d'administration de l'assurance maladie. « L'idée n'est pas de maintenir un système si plus personne n'en veut » concède Vanessa Favaro (présidente de la LMDE) qui tente de faire entendre l'idée d'une « spécificité des étudiants » pour que soit maintenu le régime délégué.[non neutre]
Les solutions proposées à ces problèmes sont variées :
- fusion des SMER et de la LMDE (situation qui existait avant 1974),
- gestion directe par la sécurité sociale de l'aspect sécurité sociale (ce qui s'accompagnerait d'élus étudiants au sein d'une sécurité sociale spécifique) et maintien de la concurrence sur l'aspect complémentaire santé,
- gestion directe par la sécurité sociale de l'aspect sécurité sociale et de l'aspect complémentaire santé (en réalité, cela équivaudrait à créer un régime étudiant bénéficiant de meilleurs taux de remboursement, comme pour le régime d'Alsace-Moselle)[267].

## Conceptions de la démocratie et du mutualisme
Au moment de la création des SMER, la MNEF a critiqué la démarche visant à offrir des prestations différentes selon la cotisation choisie, pour le volet complémentaire santé, alors qu'à la MNEF la cotisation était unique. Au sein de la MNEF, une forme de solidarité mutualiste s'exerçait donc entre les différents usagers du service.
Actuellement, ce que la MNEF qualifiait de « remise en cause du principe de solidarité » et d'« accumulation de clivage entre les étudiants les plus fortunés et les autres » est en vigueur aussi bien dans les SMER qu'à la LMDE,. Ces complémentaires sont, selon la Cour des Comptes, financièrement peu intéressantes pour les étudiants.
Au sein des mutuelles étudiantes, les simples affiliés ne sont pas invités à participer au processus de démocratie interne, seuls les adhérents, ceux qui contractent une complémentaire santé, peuvent voter. Cela relève d'une obligation légale définie dans l'article L114-1 du code de la mutualité. La Cour des Comptes a constaté en 2013 que les mutuelles poursuivent des objectifs auto-assignés, ils ne leur ont été fixés ni par l’État, ni par la CNAMTS ni par les étudiants affiliés chez eux.
Le financement des mutuelles étudiantes est assuré par la collectivité qui les rembourse « dans tous leurs frais par l'argent public », pour la partie sécurité sociale. La partie complémentaire santé est financée par le client (sauf dans les régions ayant mis en place le chèque santé, c'est alors aussi la collectivité).
Pour le sénateur Ronan Kerdraon, les dysfonctionnements de services peuvent s’expliquer par des dysfonctionnements dans l’organisation des mutuelles.
La présidence d'une mutuelle étudiante doit être réalisée par un étudiant, il s'agit là d'une obligation, en 2013, la dirigeante de la LMDE, Vanessa Favaro est âgée de 28 ans et est en master d’étude des genres tandis que l'ex-président d'EmeVia, Cédric Chevalier, est âgé de 40 ans est en master de protection sociale et complémentaire.
Pour le chercheur Camilio Argibay qui travaille sur la MNEF, les dirigeants y désignaient les candidats qui allaient leur succéder, « sur l’ensemble de la période considérée ici, les listes présentées ou soutenues par le bureau national sortant l’emportent systématiquement au niveau national. Les responsables sortants sont au cœur des négociations pour la constitution des listes ».
Selon Alexandre Leroy, président de la FAGE, « il serait un peu naïf de croire que les étudiants ont leur mot à dire dans ce régime ».
Les chercheurs Youcef Bousalham et Bénédicte Vidaillet, qui ont étudié les mutuelles étudiantes pendant trois ans, constatent que « les pratiques commerciales et concurrentielles observées, de même que les modes de management (formation, recrutement, techniques d'incitation et de sanction, etc.) qui produisent ces pratiques, sont très loin des idéaux mutualistes » et considèrent que ces pratiques discutables découlent en grande partie de la mise en concurrence des mutuelles étudiantes opérée dans les années 1970. Pour eux, « les relations consanguines entre la LMDE, l’UNEF, principal syndicat étudiant largement financé par la LMDE, et certains membres du gouvernement pour qui l’UNEF a servi de tremplin politique » ne suffisent pas à expliquer la situation observée, ils permettent par contre d'expliquer la survie de ce régime alors que « le coût de la gestion de ce régime spécifique [est] trois fois supérieur à celui de l’assurance maladie ».

## Liens avec les organisations étudiantes
Les liens entre organisations étudiantes et mutuelles étudiantes ont constitué par le passé et constituent encore une question sensible et mettent en lumière des pratiques différentes selon les organisations.
Tous les deux ans, la LMDE renouvelle, via le vote des adhérents, son assemblée générale qui nomme le conseil d'administration. L'élection est facilitée par la présence d'une seule liste depuis plusieurs années, celle de l'UNEF, l'ensemble des élus en sont donc issus. L'UNEF, qui bénéficie d'un financement de la LMDE soutient fortement la LMDE sur les chaînes d'inscription de rentrée. De son côté, la LMDE communique sur l'UNEF. La LMDE met parfois son fichier adhérent à disposition de l'UNEF.
Les SMER, ont des partenariats avec des associations de filière pour l'organisation de leurs événements et en particulier de leurs soirées. Ces associations sont généralement liées à PDE ou dans certains cas à la FAGE.
Alors que la LMDE a des liens avec des organisations de gauche, les SMER ont des liens moins évidents mais réels avec la droite
Les mutuelles étudiantes en concurrence s'accusent mutuellement, y compris par voie de presse, de pratiques contestables via leurs alliés.

## Le lobbying des mutuelles étudiantes
Les mutuelles étudiantes et leurs alliés défendent un certain nombre de mesures visant à conforter leur position, en particulier la création d'un chèque santé national, ou l’accès automatique à l’ACS pour les étudiants boursiers,.
Les mutuelles étudiantes bénéficient de puissants relais politiques, Ahmed Hegazy, le nouveau président du réseau EmeVia a déclaré le 28 janvier 2014 : « il y a des liens évidents sur le plan politique entre l'UNEF, la LMDE et le gouvernement. Le lien entre l'UNEF et la LMDE n'est plus à démontrer. Et lorsque vous allez voir le cabinet ministériel de la ministre de l'Enseignement supérieur, Mme Fioraso, vous croisez par exemple Jean-Baptiste Prévost, qui est un ancien président de l'UNEF ». Les anciens de l'UNEF sont nombreux parmi les « apparatchiks qui trustent aujourd'hui les responsabilités au PS ».
Les mutuelles étudiantes font pression sur les universités et écoles via, par exemple, les élus régionaux, pour que ces établissements qui leur ouvrent de moins en moins leurs porte continuent à le faire tandis que des organisations étudiantes agissent pour que la prospection commerciale des mutuelles étudiantes ne puisse pas être réalisées sur leur campus.
Les mutuelles étudiantes ont réussi au fil des ans à intégrer certaines commissions dans les universités, par exemple, une circulaire datant de novembre 2011 impose aux universités leur présence dans la commission FSDIE qui attribue des subventions aux initiatives étudiantes et au-delà de ce qui leur est imposé, certaines universités décident parfois de les intégrer dans d'autres commissions dont la composition n'est pas définie nationalement. Elles siègent aussi dans le conseil d'administration de l'observatoire national de la vie étudiante depuis sa création en 1989 par le ministre socialiste de l'éducation nationale, Lionel Jospin.

## Prévention santé
Les mutuelles étudiantes sont financées par l'assurance maladie pour réaliser des actions de prévention santé à destination des étudiants. Mais les mutuelles étudiantes, en concurrence, sont rémunérées en fonction du nombre d'étudiants les choisissant pour la gestion du régime obligatoire et au nombre d'étudiants souscrivant auprès d'eux une complémentaire santé et certaines organisations estiment que les mutuelles étudiantes ont « perverti cette activité en [transformant la prévention santé] en opérations de communication visant à leur permettre de gagner des parts de marché sur la concurrence ». Le professionnalisme et l'efficacité de cette prévention sont contestés : « la prévention santé c’est pas juste distribuer des capotes ou des alcootests une fois par an ».
Bien que contestée, l'action de prévention santé est un argument fortement mis en valeur par les mutuelles étudiantes pour justifier la délégation de gestion dont elles bénéficient,.

## Des pratiques commerciales contestées
Les mutuelles étudiantes en concurrence pour assurer la gestion déléguée pour le compte de la CPAM se livrent à des opérations de communication variées pour attirer les nouveaux étudiants (voire les futurs étudiants,) à eux, pratiques qui sont parfois contestées,. Les mutuelles étudiantes consacrent[Quand ?] 7 % de leur budget en dépenses de communication.
Selon Mathieu Escot de l'UFC-Que Choisir, l'information jugée partiale dispensée par les commerciaux des mutuelles afin de vendre des complémentaires santé aux étudiants conduirait à leur vendre des produits 20 % plus chers que les mutuelles parentales. Des témoignages d'étudiants cités dans la presse révèlent que la souscription à une complémentaire santé est parfois présentée comme obligatoire.
L'utilisation du fichier des personnes du régime obligatoire est utilisé pour réaliser de la prospection commerciales pour les différents produits vendus par les mutuelles étudiantes ou leurs partenaires.
Les vendeurs des mutuelles étudiantes présent en début d'année universitaire ont recours à des techniques de vente qui amènent l’étudiant à ne plus différencier sécurité sociale (obligatoire) et complémentaire (facultative), ce qui leur permet d'accroitre les ventes de complémentaires santé. En outre la formation des vendeurs les incite à privilégier la vente à l'information alors que c'est l'information qui justifie leur présence sur les campus.

## Représentation au sein des fédérations mutualistes
Cette différence apparaît aussi dans les choix d'adhésion aux fédérations mutualistes.
Ainsi, les SMER de l'UITSEM (SMERRA, SMEREB, SMECO) sont membres fondateurs de la FNIM (Fédération nationale interprofessionnelle des mutuelles), fédération largement minoritaire au sein du monde mutualiste[réf. nécessaire]. Cette fédération fut créée afin de concurrencer la FNMI (Fédération de mutuelle interprofessionnelle, au sein de la FNMF)[réf. nécessaire].
La différence entre ces deux structures est essentiellement politique, la FNIM militant pour moins de règles imposées aux mutuelles et promeut des idées d'inspirations libérales[réf. nécessaire]. Elle souhaite par exemple l'autorisation pour les mutuelles de recourir à des questionnaires médicaux, afin de sélectionner les adhérents selon leurs risques[réf. nécessaire], comme le pratiquent les assurances.
Les autres SMER et la LMDE ont fait le choix d'adhérer, comme 95 % des mutuelles en France, à la FNMF (Fédération nationale de la mutualité française)[réf. nécessaire]. Certaines SMER n'adhèrent cependant qu'au niveau national, et non dans l'Union Départementale où elles sont présentes[réf. nécessaire].